# Sachsen-Anhalt
Sachsen-Anhalt ([ˌzaksn̩ˈʔanhalt] ⓘ, niederdeutsch Sassen-Anholt, Landescode ST, geläufige Abkürzung LSA) ist eine parlamentarische Republik und als Land ein teilsouveräner Gliedstaat der Bundesrepublik Deutschland. Das Flächenland hat etwa 2,13 Millionen Einwohner. Die beiden größten Städte des Landes sind die Landeshauptstadt Magdeburg und Halle (Saale), ein weiteres Oberzentrum ist Dessau-Roßlau.
Das Land entstand am 21. Juli 1947 durch Vereinigung des Freistaates Anhalt mit den preußischen Provinzen Magdeburg und Halle-Merseburg, die der Freistaat Preußen zum 1. Juli 1944 durch Teilung seiner Provinz Sachsen geschaffen hatte. Das Land Sachsen-Anhalt ging mit der DDR-Verwaltungsreform in Bezirke auf und besteht in der heutigen Form seit der deutschen Wiedervereinigung am 3. Oktober 1990. Es gliedert sich in elf Landkreise und drei kreisfreie Städte. Angrenzende Länder sind Niedersachsen, Brandenburg, Sachsen und Thüringen, von 1990 bis 1992 auch Mecklenburg-Vorpommern.
Sachsen-Anhalt liegt zentral in Deutschland und Mitteleuropa. Es wird von einer der wichtigsten West-Ost-Verbindungen Europas (A 2) und einer der bedeutendsten Nord-Süd-Verbindungen des Kontinents (A 9, einst Via Imperii) durchquert. Der südliche Teil Sachsen-Anhalts gehört zur Metropolregion Mitteldeutschland. Das Land grenzt an die Metropolregionen Hamburg, Berlin-Brandenburg sowie Hannover und infolge seiner großen Nord-Süd-Ausdehnung (rund 210 Kilometer) liegt der südlichste Teil nur circa 60 Kilometer (Luftlinie) von der Grenze zu Bayern entfernt.
Sachsen-Anhalt besitzt fünf UNESCO-Welterbestätten – das Bauhaus, das Dessau-Wörlitzer Gartenreich, die Luthergedenkstätten in Eisleben und Wittenberg, die Altstadt von Quedlinburg und den Naumburger Dom. Im Land gibt es vielfältige Burgen-, Schlösser- und Kirchenlandschaften sowie weitere wertvolle Kulturdenkmäler. Mit mehreren Hochschulen und Forschungseinrichtungen sind Halle und Magdeburg wissenschaftliche Zentren.

## Geographie
Im Norden wird Sachsen-Anhalt von Flachland geprägt. In der dünn besiedelten Altmark befinden sich alte Hansestädte wie Salzwedel, Gardelegen, Stendal und Tangermünde. Den Übergang von der Altmark zur Region Elbe-Börde-Heide mit der fruchtbaren, waldarmen Magdeburger Börde bilden die Colbitz-Letzlinger Heide und der Drömling. In der Magdeburger Börde liegen die Städte Haldensleben, Oschersleben (Bode), Wanzleben-Börde, Schönebeck (Elbe), Staßfurt, Aschersleben sowie Magdeburg, von dem die Region ihren Namen ableitet.
Im Südwesten liegt der Harz mit dem grenzübergreifenden Nationalpark Harz, dem Harzvorland und dem Mansfelder Land sowie unter anderem den Städten Halberstadt, Quedlinburg, Wernigerode, Thale, Lutherstadt Eisleben und Sangerhausen.
An der Grenze zu Sachsen befindet sich der Ballungsraum Halle (Saale)/Merseburg/Bitterfeld-Wolfen (auch „Chemiedreieck“ genannt), der bis ins sächsische Leipzig reicht. Seit dem Ende des 19. und Beginn des 20. Jahrhunderts ist hier die Chemieindustrie mit ihrem wirtschaftlichen Schwerpunkt in Leuna ansässig.
An der Saale, der Weißen Elster sowie der Unstrut im Süden des Landes, wo sich das Weinbaugebiet Saale-Unstrut-Region befindet, liegen Zeitz, Naumburg (Saale), Weißenfels und Freyburg (Unstrut). Schließlich gehört zu Sachsen-Anhalt noch die im Osten gelegene Region Anhalt-Wittenberg mit der drittgrößten Stadt des Landes Dessau-Roßlau, die aus der alten anhaltischen Residenzstadt Dessau hervorgegangen ist, der Lutherstadt Wittenberg und einem Teil des Flämings.

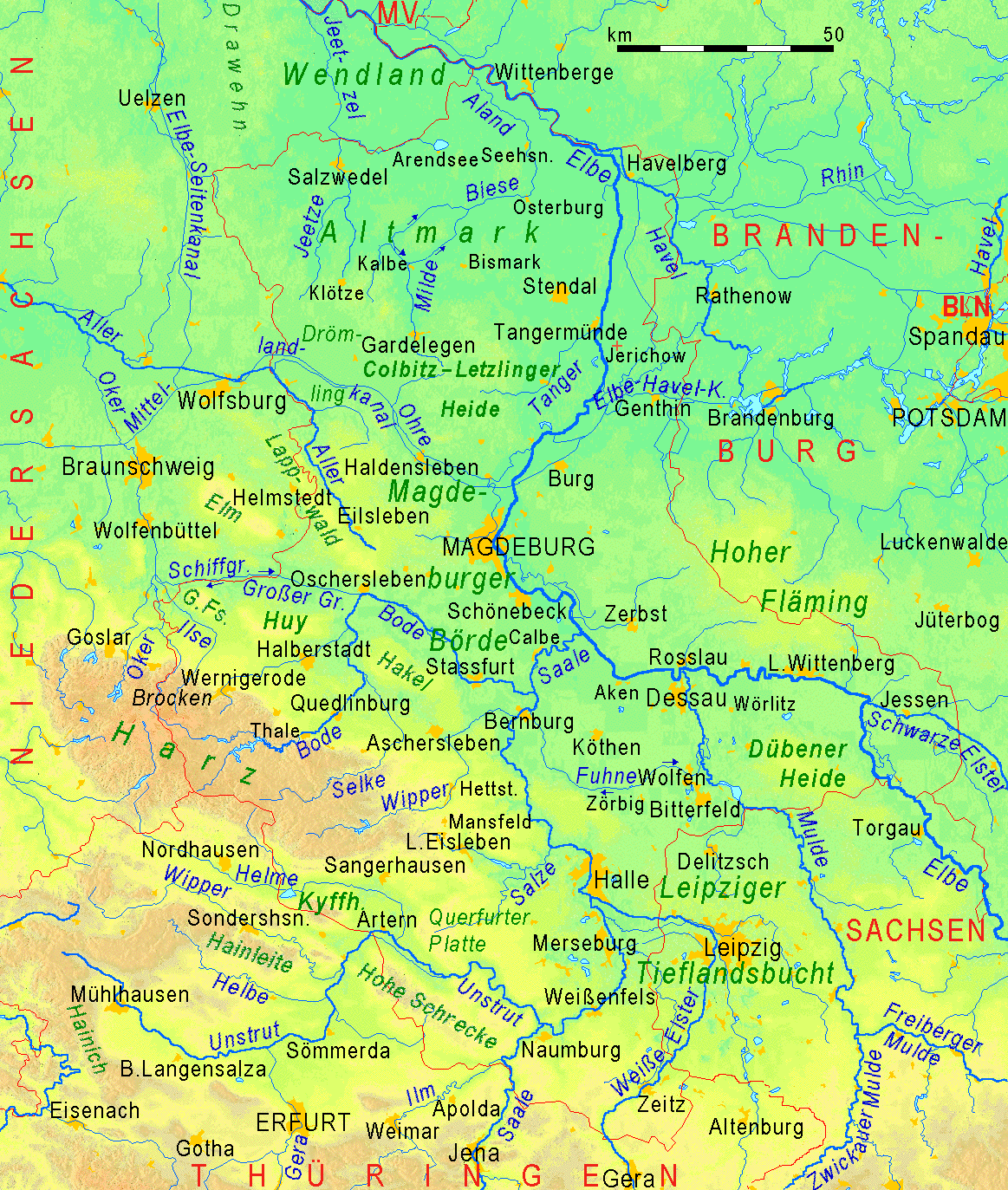
Geographie des Landes Sachsen-Anhalt

### Regionen
- Altmark
- Anhalt
- Anhalt-Wittenberg
- Chemiedreieck
- Region Magdeburg
- Harz
- Mansfelder Land
- Ostfalen
- Saale-Unstrut-Region

### Landschaften
- Altmark mit
  - Colbitz-Letzlinger Heide
  - Drömling
- Elbeniederung mit
  - Biosphärenreservat Mittelelbe
  - Dessau-Wörlitzer Gartenreich
- Fiener Bruch
- Magdeburger Börde
- Nördliches Harzvorland mit
  - Großer Fallstein
  - Hakel
  - Huy (Höhenzug)
  - Großes Bruch
- Harz/Nationalpark Harz
- Naturpark Unteres Saaletal
- Fläming/Naturpark Fläming
- Naturpark Dübener Heide
- Naturpark Saale-Unstrut-Triasland mit
  - Querfurter Platte
  - Goldene Aue
  - Kyffhäuser
  - Hohe Schrecke
- Karower Platte

### Mittelgebirge und Berge

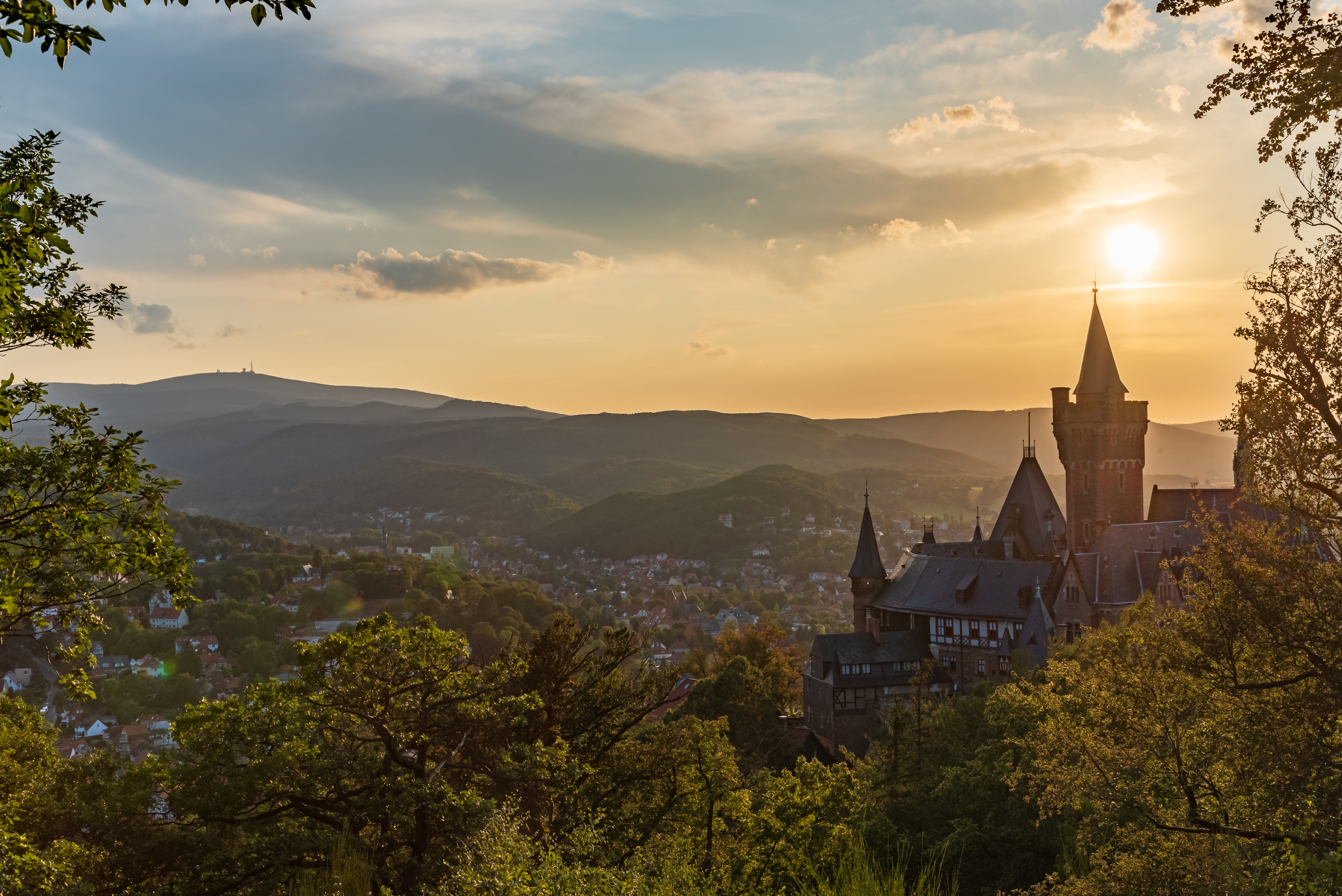
Blick zum Brocken im Harz, rechts im Bild das Schloss Wernigerode

Das größte Mittelgebirge Sachsen-Anhalts ist der Harz, in dem auch die höchste Erhebung von Sachsen-Anhalt und ganz Norddeutschlands liegt. Dies ist mit 1141,2 m ü. NHN der Brocken.

### Gewässer
Insgesamt befinden sich die Gewässer in Sachsen-Anhalt in einem schlechten Zustand. Die hohen Güllemengen aus der Massentierhaltung machen den Gewässern zu schaffen. Nur noch in Sachsen steht es schlechter um die Gewässer.

#### Flüsse

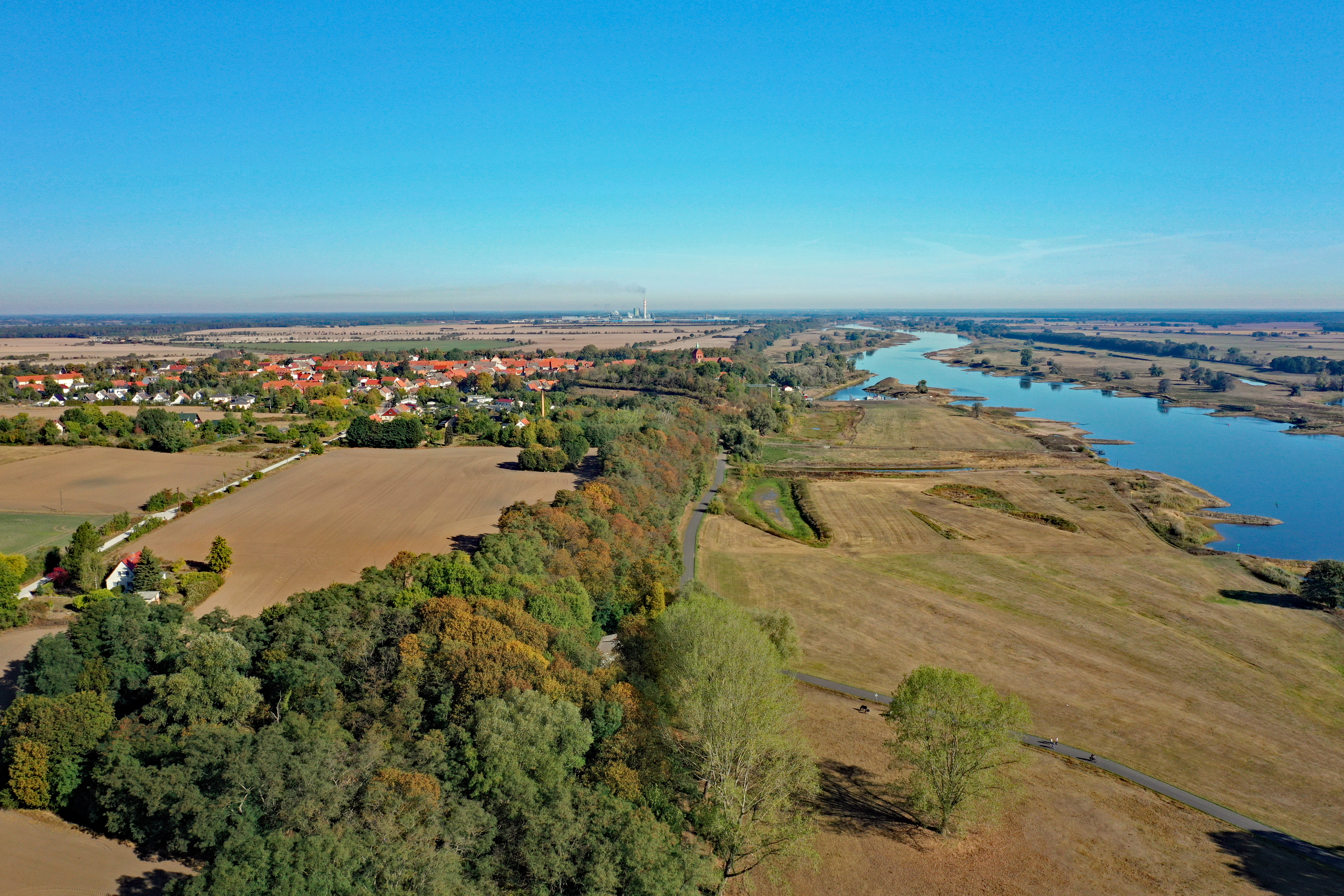
Die Elbe (hier Arneburg) ist der wichtigste Fluss Sachsen-Anhalts.

Die nachfolgenden Flüsse und/oder Ströme durchfließen Sachsen-Anhalt ganz oder nur teilweise. Bekannte Fließgewässer (mit jeweiliger Gesamtlänge) sind:
- Elbe (1094 km)
- Saale (413 km)
- Havel (325 km)
- Mulde (124 km, mit Zwickauer Mulde 290 km)
- Aller (263 km)
- Weiße Elster (257 km)
- Unstrut (192 km)
- Schwarze Elster (188 km)
- Bode (140 km, mit Rappbode 169 km)
- Oker (128 km)
- Ohre (110 km)
- Milde-Biese-Aland (97 km)
- Wipper (85 km)
- Jeetze (73 km, in Niedersachsen Jeetzel)
- Helme (65 km)
- Fuhne (59 km)
- Großer Graben/Schiffgraben (46 km)
- Ehle (40 km)
- Ilse (40 km)
- Tanger (33 km)

#### Seen

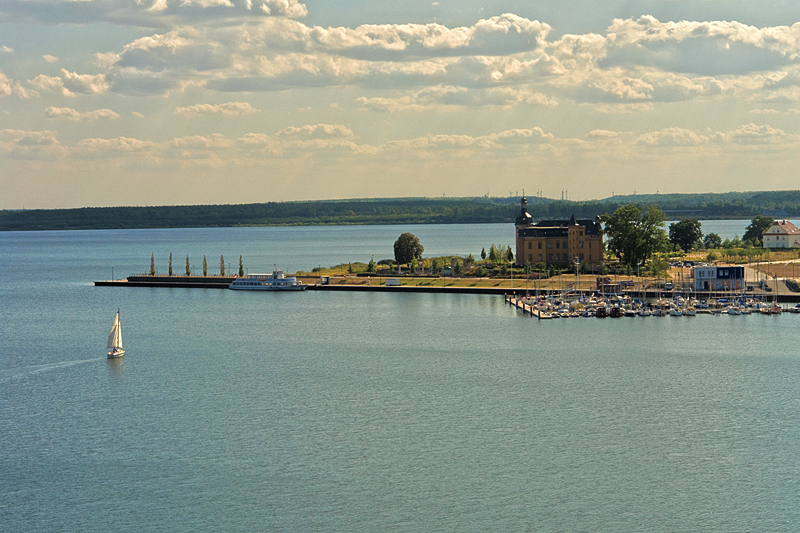
Großer Goitzschesee: Ein rekultivierter Braunkohletagebau bei Bitterfeld

Sachsen-Anhalt hatte ursprünglich nur wenige Seen. Wo Salze im Untergrund vorkommen, bildeten sich durch Erdsenkung Vertreter wie der Arendsee in der Altmark und die Mansfelder Seen Süßer- und Salziger See. Die Mehrzahl der größeren Seen Sachsen-Anhalts ist dagegen menschengemacht. Die meisten davon entstanden durch die Rekultivierung alter Tagebaurestlöcher aus dem Braunkohlebergbau. Die folgende Liste gibt einen Überblick über die größten Seen Sachsen-Anhalts:
- Geiseltalsee (1840 ha)
- Großer Goitzschesee (1332 ha)
- Gremminer See (544 ha)
- Arendsee (514 ha)
- Concordiasee (350 ha)
- Wallendorfer See (338 ha)
- Raßnitzer See (310 ha)
- Süßer See (238 ha)
- Bergwitzsee (172 ha)
- Barleber See (100 ha)
- Hufeisensee (70 ha)
- Neustädter See (60 ha)

#### Talsperren
Muldestausee, Rappbode-Talsperre, Talsperre Kelbra, Wippertalsperre

### Geologie
Die regionale Geologie Sachsen-Anhalts ist geprägt durch ein wiederholtes Auftreten von herzynisch und variskisch streichenden Störungen, die verschiedene Bruchschollen voneinander trennen. Dadurch können lateral Zonen mit Ausbissen von Gesteinen unterschiedlicher Altersgruppen voneinander getrennt werden. Als bedeutende Bruchschollen sind die folgenden zu nennen.
- Im Süden befindet sich die Halle-Merseburg-Scholle, in der überwiegend mesozoische Sedimentite anstehen (Zechstein, Buntsandstein, Muschelkalk), die von jüngeren Lockersedimenten überdeckt sind.
- In der nordöstlich anschließenden Halle-Wittenberg-Scholle stehen überwiegend permische Rotliegendsedimentite und Vulkanite wie Rhyolith an, die von jüngeren Lockersedimenten wie tertiären Braunkohlen und pleistozänem Geschiebemergel überdeckt sind.
- In der Harzscholle, die im Westen des Bundeslandes liegt, ist großflächig ein paläozoisches, variskisch gefaltetes Grundgebirge mit Tonschiefern, Grauwacken, Kalksteinen, Graniten u. a. aufgeschlossen.
- Im nördlich anschließenden Subherzyn stehen wieder die Sedimentite des Mesozoikums und jünger an. Dort kommen ebenfalls Salzdome und Salzkissen permischen Alters im tieferen Untergrund vor, die z. B. in Staßfurt und Bernburg abgebaut werden.
- In der wieder nördlich anschließenden Flechtingen-Roßlauer Scholle steht erneut das variskisch geprägte Grundgebirge in Verbindung mit Rotliegend-Sedimenten an.
- Nördlich davon stehen in der Altmark-Fläming-Scholle mächtige tertiäre und quartäre Lockersedimente an. Im tieferen Untergrund sind dort ebenfalls wieder Salzstöcke und Salzkissen vorhanden.

Sachsen-Anhalt ist ein Abbaugebiet von tertiärer Braunkohle, mit der ein relevanter Anteil am Strommix erzeugt wird.
Als wichtige Einrichtungen der Geowissenschaften in Sachsen-Anhalt sind das LAGB sowie das Institut für Geowissenschaften und Geographie der Martin-Luther-Universität in Halle (Saale) zu nennen.

## Geschichte
Zur Geschichte des Gebietes vor 1944 siehe vor allem bei Anhalt, Altmark, Erzstift Magdeburg, Hochstift Halberstadt, Stift Quedlinburg, Kurkreis und Thüringer Kreis für Teile Kursachsens

Dazu auch einen Anzahl kleinerer Gebiete wie die Grafschaft Wernigerode, Grafschaft Mansfeld, Grafschaft Blankenburg, Grafschaft Hohnstein und Teile vom Herzogtum Braunschweig
Hauptartikeln siehe unter preußische Provinz Sachsen und Geschichte Sachsen-Anhalts

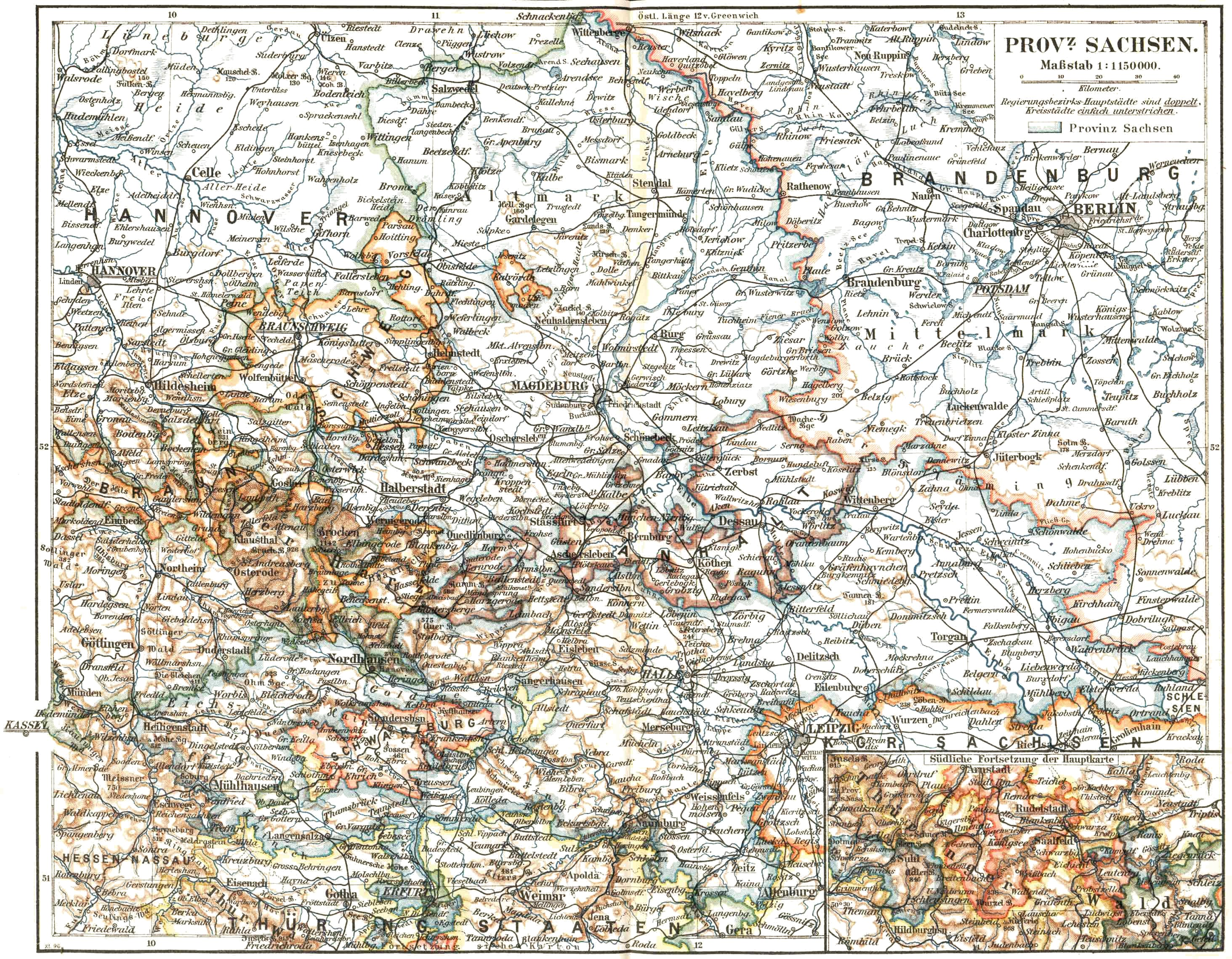
Die preußische Provinz Sachsen und das Herzogtum Anhalt (später Freistaat Anhalt) in ihren Grenzen bis 1945

Im Juli 1944 wurde die vormalige preußische Provinz Sachsen, bestehend aus den Regierungsbezirken Magdeburg, Merseburg und Erfurt, aufgeteilt. Es entstanden die Provinzen Magdeburg und Halle-Merseburg. Der Regierungsbezirk Erfurt wurde dem Reichsstatthalter Thüringen unterstellt. Nach der deutschen Kapitulation 1945 wurden von der Sowjetischen Militäradministration in Deutschland (SMAD) die beiden Provinzen Magdeburg und Halle-Merseburg, ferner der Freistaat Anhalt (um Dessau), die frühere braunschweigische Exklave Calvörde und der östliche Teil des Landkreises Blankenburg im Harz, auch vorher dem Land Braunschweig zugehörig, sowie die thüringische Enklave Allstedt zur neuen Provinz Sachsen vereinigt und der Name im Oktober 1946 in Provinz Sachsen-Anhalt geändert. Im Zuge der Auflösung Preußens verkündete die Provinz Sachsen-Anhalt am 10. Januar 1947 ihre eigene Landesverfassung. Am 21. Juli 1947 erfolgte die Umbenennung in Land Sachsen-Anhalt. Landeshauptstadt wurde Halle. Das Land umfasste 24.576 km².
In der DDR wurde im Rahmen der Verwaltungsreform von 1952 das Land Sachsen-Anhalt de facto aufgelöst (de jure bestand es noch einige Jahre weiter) und in die zwei Bezirke Halle und Magdeburg aufgeteilt. Bei Grenzbereinigungen wurden einzelne Städte und Gemeinden von den Nachbarkreisen eingegliedert oder dorthin ausgegliedert, wodurch sich die Bezirksgrenzen gegenüber den ehemaligen Landesgrenzen verschoben.

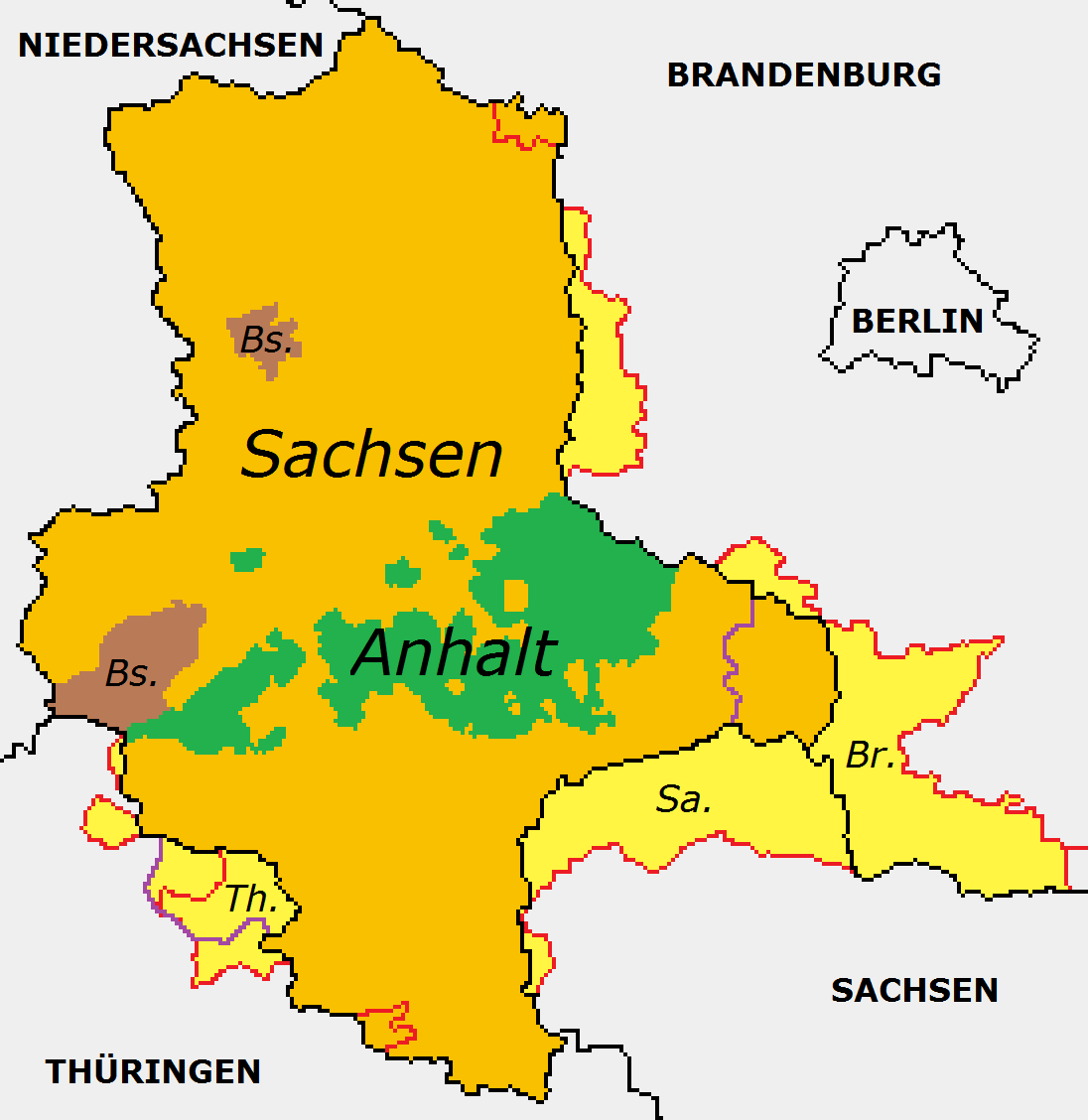
In Rot sind die Grenzen des DDR-Landes Sachsen-Anhalt von 1947 bis 1952 zu sehen, in Violett die Außengrenzen der DDR-Bezirke Halle und Magdeburg und in Schwarz die heutigen Grenzen von Sachsen-Anhalt. Der Landesteil Preußische Provinz Sachsen ist gelb gekennzeichnet, der Landesteil Anhalt grün, ehem. braunschweigische Gebiete braun

Am 22. Juli 1990 verabschiedete die Volkskammer das Ländereinführungsgesetz, wodurch das Land Sachsen-Anhalt wiederhergestellt wurde. Es besteht seitdem wieder aus den ehemaligen Bezirken Halle (ohne den Landkreis Artern) und Magdeburg sowie dem Landkreis Jessen, welcher bereits vor 1952 zum Land Sachsen-Anhalt gehörte. Landeshauptstadt wurde Magdeburg. Sachsen-Anhalts Partnerland während des Aufbaus der neuen Strukturen war Niedersachsen. Der Anfang der 1990er Jahre war geprägt durch häufige Wechsel der Landesregierungen und politische Affären. Demzufolge verlor die anfangs regierende CDU die zweiten Landtagswahlen nach der Wiedervereinigung. Es kam zu einer Minderheitsregierung von SPD und Bündnis 90/Die Grünen im sogenannten Magdeburger Modell, toleriert von der PDS. Ministerpräsident Reinhard Höppner regierte das Land über zwei Legislaturperioden in einer Zeit großer wirtschaftlicher und arbeitsmarktpolitischer Umstrukturierungen, nach Ausscheiden von Bündnis 90/Die Grünen in einer von der PDS tolerierten SPD-Alleinregierung. Sachsen-Anhalt hatte die höchste Arbeitslosenquote aller Bundesländer zu verkraften. In der dritten Wahlperiode seit der Wiedervereinigung gelang es der rechtsextremen DVU, in den Landtag einzuziehen. Jedoch zerbrach diese Fraktion bald an internen Streitigkeiten und wurde 2002 nicht wieder in den Landtag gewählt. Die anhaltende wirtschaftliche Krise führte bei den Wahlen im Jahr 2002 zu einem erneuten Regierungswechsel. Seither wurde Sachsen-Anhalt anfangs von einer CDU/FDP-Regierung, daraufhin von einer CDU/SPD-Regierung unter Wolfgang Böhmer regiert. Nach der Landtagswahl 2011 wurde er aus Altersgründen von Reiner Haseloff abgelöst, der wiederum seit 2016 eine sogenannte Kenia-Koalition anführte. Im Jahre 2021 wurde Bündnis 90/Die Grünen von der FDP als Koalitionspartner im Dreierbündnis abgelöst.

## Bevölkerung

### Volksgruppen
Die Bevölkerung auf dem Gebiet des heutigen Sachsen-Anhalts setzte sich im 7. Jahrhundert n. Chr. aus Niedersachsen (Ostfalen) und Thüringern zusammen. Hinzu kamen die im Zuge der deutschen Ostsiedlung christianisierten Elbslawen. Weiterhin leben in Sachsen-Anhalt auch Nachfahren der in den vergangenen Jahrhunderten eingewanderten Flamen und Hugenotten sowie anderer verfolgter Volksgruppen, die bei den frühneuzeitlichen Landesherren im heutigen Sachsen-Anhalt Zuflucht fanden. Nach dem Zweiten Weltkrieg kam es zur Ansiedlung von Vertriebenen und Flüchtlingen aus den ehemaligen deutschen Ostgebieten und der Tschechoslowakei. Ab 1990 zogen russlanddeutsche Spätaussiedler nach Sachsen-Anhalt. Vergleichsweise klein ist der Anteil an ausländischen Immigranten; der Ausländeranteil lag Ende 2022 bei 7,5 %. Die größten Gruppen bilden Ukrainer (18,6 %), Syrer (15,9 %), Polen (7,8 %), Rumänen (6 %) und Afghanen (4,9 %).
Die historisch korrekte und von den Landesbehörden unterstützte Bezeichnung für die Einwohner des Landes ist Sachsen-Anhalter, das entsprechende Adjektiv sachsen-anhaltisch. Daneben werden in der Umgangssprache fälschlich auch die Bezeichnungen Sachsen-Anhaltiner und der im Duden verzeichnete Ausdruck sachsen-anhaltinisch verwendet, wobei ‚anhaltinisch‘ jedoch einen Bezug zum Adelsgeschlecht der anhaltinischen Linie der Askanier bedeutet.

### Ausländische Bevölkerung
Der Anteil der ausländischen Bevölkerung liegt in Sachsen-Anhalt deutlich unter dem Durchschnitt der Bundesrepublik. Während im Jahr 2022 rund 7,5 % der Bevölkerung Ausländerinnen und Ausländer waren, lag der Wert in der gesamten Bundesrepublik bei 14,6 %.
Ausländische Bevölkerung am 31. Dezember 2022
| Nationalität | Bevölkerung |
| ------------ | ----------- |
| Ukraine      | 31.885      |
| Syrien       | 27.190      |
| Polen        | 13.100      |
| Rumänien     | 10.740      |
| Afghanistan  | 8.015       |
| Bulgarien    | 4.985       |
| Indien       | 4.820       |

| Nationalität        | Bevölkerung |
| ------------------- | ----------- |
| Russland            | 4.620       |
| Vietnam             | 4.595       |
| Türkei              | 4.285       |
| Ungarn              | 2.945       |
| Irak                | 2.430       |
| Iran                | 2.335       |
| Volksrepublik China | 2.100       |

### Sprache
Sachsen-Anhalt gehört sowohl zum niederdeutschen als auch zum mitteldeutschen Sprachraum. Im Land wird heute ein eingefärbtes Hochdeutsch gesprochen, das eine Vielzahl spezifischer Wendungen aus dem Mark-Brandenburgischen aufweist, aber auch insbesondere in den südlichen Landesteilen vom Thüringisch-Obersächsischen geprägt ist. Im Nordteil, in der Altmark und in der Börde, trifft man bei älteren Sprechern noch auf die niederdeutsche Sprache. Im Mansfelder Land ist die Mansfäller Mundart anzutreffen, ein Dialekt, den Ortsfremde nur sehr schwer verstehen.

### Religionen
Etwa 80 % der Bürger sind konfessionslos. In Sachsen-Anhalt gehörten Ende 2022 13,7 % der Einwohner einer der beiden großen christlichen Konfessionen an. Davon waren 10,6 % der Bevölkerung Mitglieder in den evangelischen Landeskirchen und 3,2 % der Sachsen-Anhalter waren römisch-katholisch. Im Jahr 2018 gehörten noch 15,3 % der Einwohner einer der beiden großen christlichen Konfessionen an. Davon waren 11,9 % der Bevölkerung Mitglieder in den evangelischen Landeskirchen, von denen die Evangelische Kirche in Mitteldeutschland und die Evangelische Landeskirche Anhalts die meisten Mitglieder haben; 3,3 % der Sachsen-Anhalter waren römisch-katholisch und hauptsächlich dem Bistum Magdeburg sowie zu kleinen Teilen dem Erzbistum Berlin (Stadt Havelberg) zugeordnet.
Die Region Sachsen-Anhalts gehörte bereits in der ersten Hälfte des 20. Jahrhunderts zu den Gegenden mit vergleichsweise hohen Anteilen von Personen ohne Religionszugehörigkeit. Die geringe Anzahl von Kirchenmitgliedern in Sachsen-Anhalt ist u. a. auch darauf zurückzuführen, dass eine Lösung von kirchlichen Bindungen durch die DDR gefördert wurde.
Die Tendenz ist auch nach der friedlichen Revolution 1989 weiter sinkend für die evangelische and katholische Landeskirchen. Die Zahl der evangelischen und katholischen Christen in Sachsen-Anhalt sinkt kontinuierlich. Durchschnittlich verringerte sich deren Zahl zwischen 2001 und 2018 um 0,4 Prozentpunkte pro Jahr. Sachsen-Anhalt weist gegenwärtig die niedrigste Quote kirchlich gebundener Einwohner in Deutschland auf. 80.000 Einwohner gehören anderen Konfessionen an, davon ca. 11.000 der Neuapostolischen Kirche und 45.000 anderen Religionen (Judentum, Zeugen Jehovas, Islam). Im Vergleich zu vielen anderen deutschen Ländern ist der Anteil muslimischer Bürger sehr gering.
Sachsen-Anhalt zahlt pro Jahr etwa 35 Millionen Euro an Staatsleistungen an die evangelische und die römisch-katholische Kirche. Obwohl Sachsen-Anhalt im Vergleich der Bundesländer den niedrigsten Anteil an Mitglieder dieser Kirchen hat, wird dort pro Einwohner der höchste Betrag an Staatsleistungen gezahlt. Auch wenn man die Staatsleistungen auf die Kirchenmitglieder umlegt, führt Sachsen-Anhalt die Spitze des Ländervergleichs an mit 108 Euro pro Kirchenmitglied im Jahr.

### Gesundheitswesen
2005 wurden in Sachsen-Anhalt 1.270.763 Impfungen durch 1.949 niedergelassene Ärzte durchgeführt. Hinzu kommt ein geringer Teil an Impfungen durch die Gesundheitsämter. Gegen Influenza („echte Grippe“) wurden 824.064 Menschen geimpft, der Bevölkerungsanteil, der gegen Influenza geimpft ist, wird auf 33 Prozent geschätzt.
Sachsen-Anhalt hat seit 2008 sowohl im ambulanten als auch im stationären Bereich mit einem Ärztemangel zu kämpfen, dem durch Einstellung von Ärzten aus Osteuropa und Österreich begegnet wird. Im Jahr 2000 gab es 1654 Hausärzte, 2007 waren es 1437. Die Zahl der berufstätigen Ärzte stieg – fast ausschließlich bedingt durch die Zunahme der Zahl ausländischer, berufstätiger Ärzte – von 9200 (2016) auf 9499 (2019) an, wobei unter anderem das Durchschnittsalter sowohl der praktizierenden Ärzte als auch der Patienten weiter gestiegen ist und immer mehr Ärzte nur in Teilzeit arbeiten, weshalb die steigende Zahl der Ärzte – aus Sicht der Ärztekammer – bei Weitem nicht ausreicht, um den Mangel an Medizinern auszugleichen. Zwar ist die Ärztedichte in Sachsen-Anhalt (ein Arzt auf 236 Einwohner) höher als in Brandenburg (249 Einwohner je Arzt) und Niedersachsen (242 Einwohner je Arzt), allerdings nutzen viele Brandenburger die Angebote in Berlin und viele Niedersachsen besuchen Praxen in Hamburg und Bremen, zudem ist das Durchschnittsalter sachsen-anhaltischer berufstätiger Ärzte und Patienten – und damit die „Krankheitslast“ pro Einwohner – höher. Die seit 2010 an den Universitäten in Halle und Magdeburg eingerichteten Lehrstühle für Allgemeinmedizin, die 2020 erstmals umgesetzte Landarztquote und eine bessere Organisation der Facharztausbildung sind Maßnahmebausteine, die einer drohenden weiteren Verschärfung des Medizinermangels – insbesondere hinsichtlich Hausärzten im ländlichen Raum – entgegenwirken sollen.
Die durchschnittliche Lebenserwartung lag im Zeitraum 2015/17 bei 76,2 Jahren für Männer und bei 82,5 Jahren für Frauen. Die Männer belegen damit unter den deutschen Bundesländern Rang 16, während Frauen Rang 14 belegen. Beide Werte liegen damit unter dem Bundesdurchschnitt, jedoch wesentlich – um fast sieben beziehungsweise fast sechs Jahre – über den Werten von 1990. Regional hatten 2013/15 Magdeburg (Gesamtbevölkerung: 80,07 Jahre), Dessau-Roßlau (79,88) und der Saalekreis (79,78) die höchste sowie der Altmarkkreis Salzwedel (78,79), Landkreis Stendal (78,77) und der Salzlandkreis (78,41) die niedrigste Lebenserwartung.

### Bevölkerungsentwicklung
| Jahr | Bevölkerung | Saldo    |
| ---- | ----------- | -------- |
| 1990 | 2.873.957   |          |
| 1995 | 2.738.928   | −135.029 |
| 2000 | 2.615.375   | −123.553 |
| 2005 | 2.469.716   | −145.659 |
| 2010 | 2.335.006   | −134.710 |
| 2015 | 2.245.470   | −89.536  |
| 2020 | 2.180.684   | −64.786  |

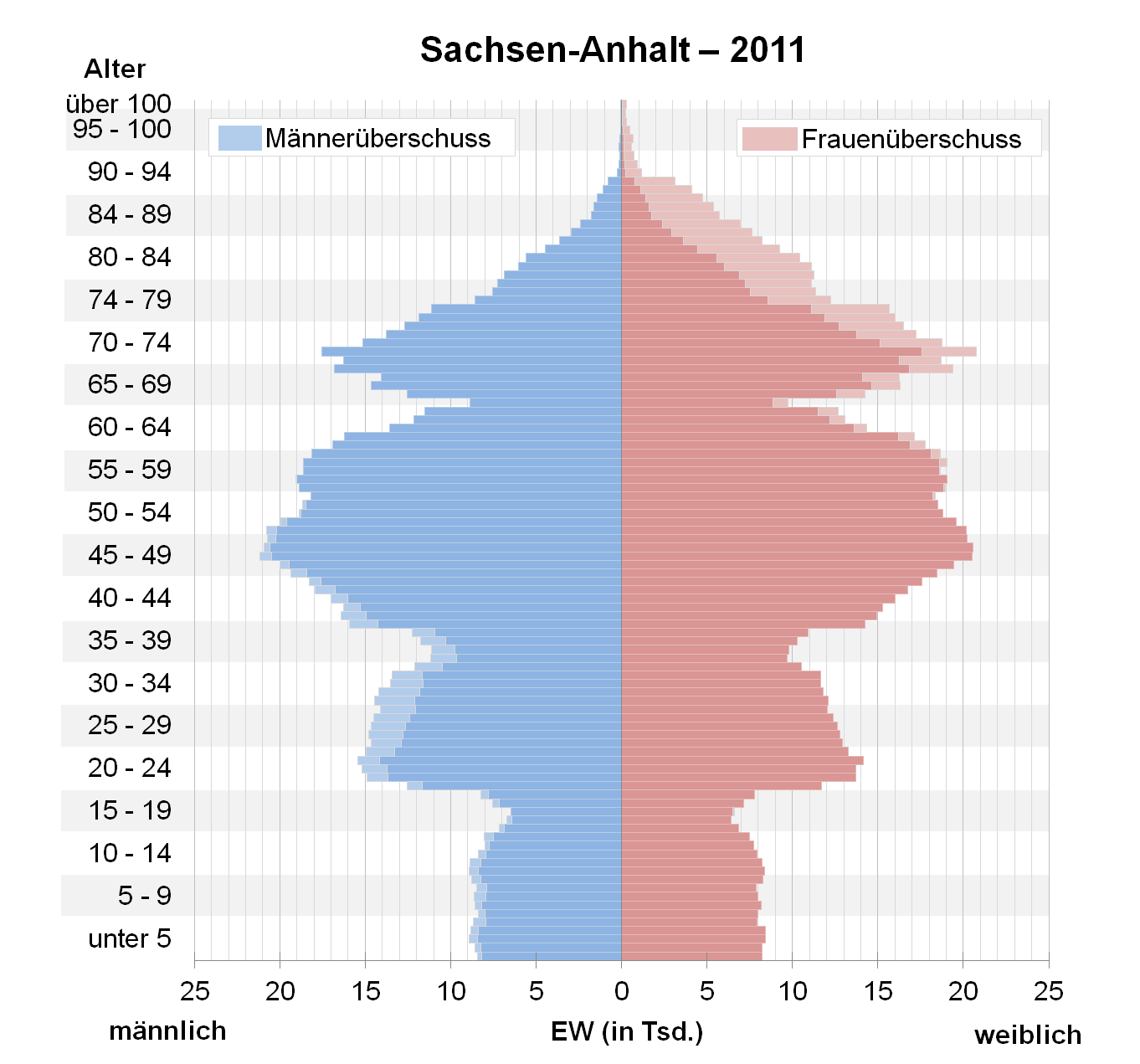
Bevölkerungspyramide für Sachsen-Anhalt 2011 (Datenquelle:Zensus 2011)

Sachsen-Anhalt hatte am 31. Dezember 2022 insgesamt 2.186.643 Einwohner. Nur durch Zuwanderung stieg die Bevölkerungszahl in den Jahren 2015 und 2022 jeweils leicht an, sank in allen anderen Jahren aber stetig. Dieser Trend begann schon vor der deutschen Wiedervereinigung. Als Ursache sind in ungefähr gleichem Maße die geringe Anzahl Neugeborener sowie die Abwanderung von Sachsen-Anhaltern in andere Regionen zurückzuführen, wobei seit 2014 ein positiver Wanderungssaldo bestand, seit 2019 auch hinsichtlich der Binnenwanderung der deutschen Bevölkerung.
Im Jahr 2015 wuchs die Bevölkerung um 9922 Personen. Trotz eines seit 1994 zu verzeichnenden leichten Anstieges der Geburtenzahlen erreichte die Nettoreproduktionsrate nur etwa 50 Prozent.
Der Ausländeranteil (Einwohner ohne deutsche Staatsangehörigkeit; Doppelstaatler zählen nicht als Ausländer) betrug 2022 in Sachsen-Anhalt 7,4 Prozent und ist damit im Vergleich zu den anderen deutschen Ländern – nach Mecklenburg-Vorpommern, Brandenburg und Sachsen – der Viertniedrigste.
Die Fertilitätsrate pro Frau lag 2022 bei 1,45 Kindern und damit leicht unter dem bundesweiten Durchschnitt von 1,46 Kindern.

### Bevölkerungsprognose in den Landkreisen und kreisfreien Städten
Die sechste regionalisierte Bevölkerungsprognose für Sachsen-Anhalt von 2016 bis 2030 des Statistischen Landesamtes Sachsen-Anhalt prognostiziert weiterhin einen Bevölkerungsrückgang. Seit der Wende wäre die Einwohnerzahl um rund ca. 30 Prozent geschrumpft. Besonders stark betroffen davon sind die Landkreise Mansfeld-Südharz, Salzlandkreis und Anhalt-Bitterfeld, währenddessen sich die beiden Großstädte stabilisiert haben. Die beiden Großstädte werden zunächst weiter wachsen und erst ab Mitte der 2020er Jahre einen Teil des Zuwachses wieder verlieren. Die Prognose enthält die folgende Einwohnerzahlenentwicklung.
| Gebietskörperschaft          | Einwohner 2015 | Einwohner 20252) | Einwohner 20302) | Relative Einwohner- veränderung 2014–2030 in Prozent |
| ---------------------------- | -------------- | ---------------- | ---------------- | ---------------------------------------------------- |
| Stadt Dessau-Roßlau          | 82 919         | 75.553           | 70.825           | −14,7                                                |
| Stadt Halle (Saale)          | 236 991        | 240.582          | 238.551          | 2,6                                                  |
| Landeshauptstadt Magdeburg   | 235.723        | 242.376          | 241.056          | 3,8                                                  |
| Altmarkkreis Salzwedel       | 86.164         | 78.265           | 74.039           | −14,0                                                |
| Landkreis Anhalt-Bitterfeld  | 164.817        | 150.476          | 141.854          | −14,1                                                |
| Landkreis Börde              | 173.473        | 159.236          | 151.375          | −12,4                                                |
| Burgenlandkreis              | 184.081        | 167.068          | 157.308          | −14,5                                                |
| Landkreis Harz               | 221.366        | 201.298          | 190.465          | −13,3                                                |
| Landkreis Jerichower Land    | 91.693         | 82.823           | 78.112           | −14,5                                                |
| Landkreis Mansfeld-Südharz   | 141.408        | 123.887          | 114.858          | −19,1                                                |
| Saalekreis                   | 186.431        | 172.389          | 163.762          | −12,2                                                |
| Salzlandkreis                | 196.695        | 174.306          | 162.804          | −17,3                                                |
| Landkreis Stendal            | 115.262        | 103.452          | 97.605           | −14,9                                                |
| Landkreis Wittenberg         | 128.447        | 115.038          | 107.709          | −16,3                                                |
| Land Sachsen-Anhalt (Gesamt) | 2.245.470      | 2.086.750        | 1.990.324        | −11,0                                                |

Anmerkungen:

2) sechste regionalisierte Einwohnerprognose des Statistischen Landesamtes Sachsen-Anhalt

## Politik

### Verfassung
Die Verfassung des Landes Sachsen-Anhalt wurde 1992 vom Landtag von Sachsen-Anhalt beschlossen. Sie gliedert sich in vier Hauptteile.

### Haushalt
Gemäß dem Gesetz über die Feststellung des Haushaltsplans für das Haushaltsjahr 2024 (Haushaltsgesetz 2024 – HG 2024) ist im Haushaltsplan für das Haushaltsjahr 2024 ein Volumen von 15.203.903.000 Euro veranschlagt.

### Wahlen

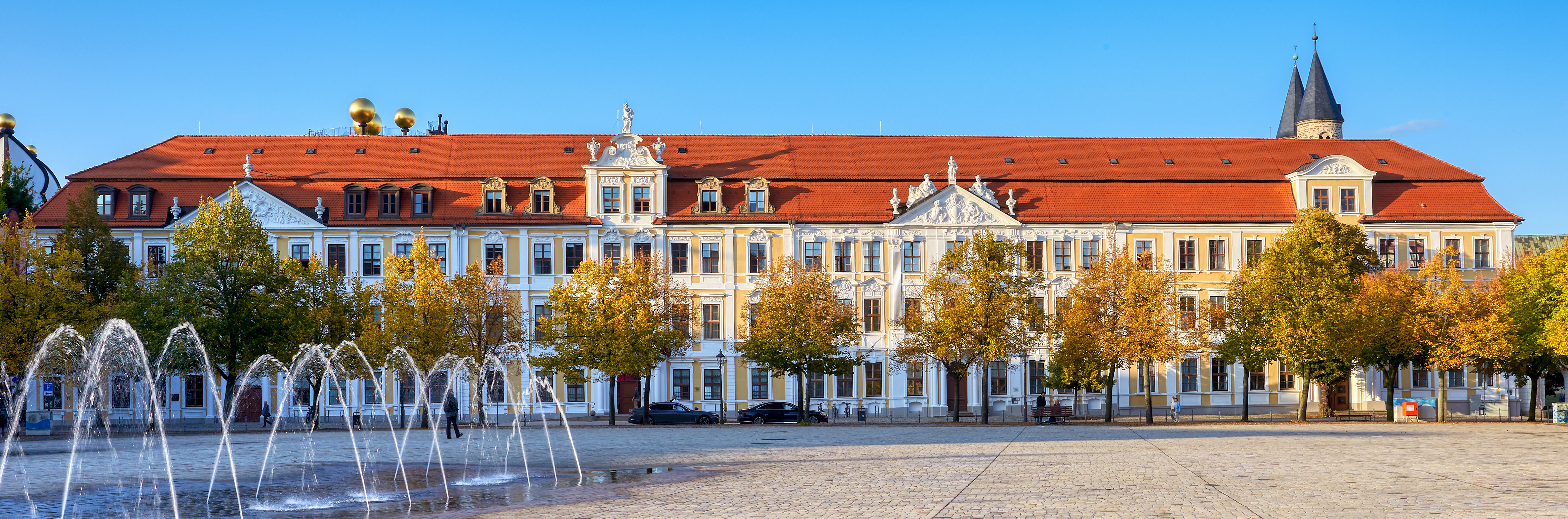
Landtag von Sachsen-Anhalt am Domplatz in Magdeburg

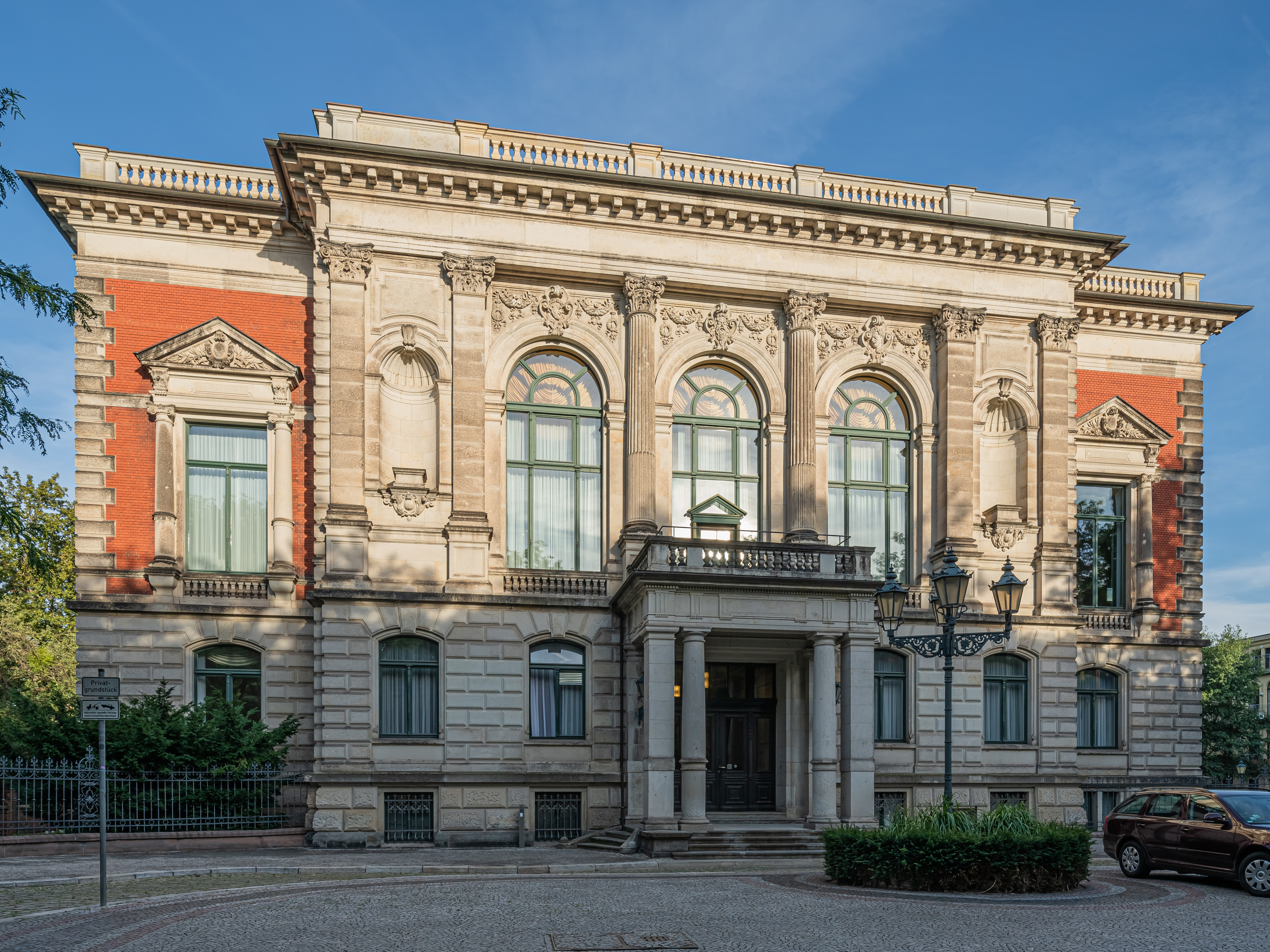
Staatskanzlei, Palais am Fürstenwall in Magdeburg

Bei der ersten freien Wahl nach der (Wieder-)Gründung des Landes 1990 bildeten CDU (39,0 Prozent) und FDP, die mit 13,5 Prozent ihr bislang bestes Ergebnis in Ostdeutschland erreichte, eine schwarz-gelbe Koalition unter dem Ministerpräsidenten Gerd Gies (CDU). Im Juli 1991 trat Gies zurück, ihm folgte der bis dato als Finanzminister amtierende Werner Münch (CDU). Als auch Münch im November 1993 zurücktrat, wurde Christoph Bergner (CDU) zum Ministerpräsidenten gewählt. Hohe Arbeitslosigkeit und die schlechte wirtschaftliche Lage im ehemaligen Schwerpunktgebiet chemischer Industrie und des Schwermaschinenbaus führten zu einer hohen Unzufriedenheit der Wähler mit der schwarz-gelben Koalition. Bei der Landtagswahl 1994 zog die SPD mit 34 Prozent fast gleichauf mit der CDU (34,4 Prozent). Da jedoch die FDP mit 3,6 Prozent aus dem Landtag ausschied, kam der CDU der Koalitionspartner abhanden. So konnte der SPD-Spitzenkandidat Reinhard Höppner mit den Grünen zunächst eine rot-grüne Minderheits-Koalition mit Duldung der PDS bilden. Nach dem Ausscheiden der Grünen aus dem Landtag bei der Landtagswahl 1998 bildete Höppner eine SPD-Minderheitsregierung unter Tolerierung der PDS. Dieses wurde als Magdeburger Modell bekannt. Aufsehen erregte bei dieser Wahl auch der Erfolg der als rechtsextrem geltenden DVU, die 12,9 Prozent erreichte.
Mit der Wahl zum vierten Landtag von Sachsen-Anhalt im März 2002 fiel die vorher regierende SPD mit zweistelligen Verlusten hinter CDU und PDS zurück und wurde nur drittstärkste Partei im Landtag. Die DVU war durch interne Streitigkeiten zerbrochen und schied wieder aus dem Landtag aus. Hingegen konnte die FDP mit einem Ergebnis von 13,3 Prozent erneut in den Landtag einziehen, CDU und FDP bildeten unter dem neuen Ministerpräsidenten Wolfgang Böhmer die Regierung. Bei der Landtagswahl 2006 erlitt die FDP Verluste auf 6,7 Prozent, für eine erneute Koalitionsbildung mit der CDU (36,2 Prozent) reichte es nicht mehr. Daher bildete die CDU mit der SPD eine große Koalition unter dem erneuten Ministerpräsidenten Böhmer. Bei der Landtagswahl 2011 konnten die Grünen, nachdem sie auch 2006 nicht die Fünf-Prozent-Hürde genommen hatten, erstmals seit 1998 wieder in den Landtag einziehen. Die FDP schied mit erneuten Verlusten und einem Ergebnis von 3,8 Prozent wieder aus dem Landtag aus. Eine rechnerisch mögliche rot-rote Koalition unter Führung der Linken (23,7 Prozent) wurde von der SPD (21,5 Prozent) mit ihrem Spitzenkandidaten Jens Bullerjahn strikt ausgeschlossen, da die Linke den Posten des Ministerpräsidenten für sich beanspruchte. Somit bildeten CDU und SPD unter dem neuen Ministerpräsidenten Reiner Haseloff (CDU) erneut eine große Koalition. Amtsinhaber Böhmer trat aus Altersgründen nicht erneut zur Wahl an. Sachsen-Anhalt wies damit von 1994 bis 2016 mit wechselnder Beteiligung ein Vier-Parteien-Parlament auf.
Bei der Landtagswahl am 13. März 2016 wurden die Mehrheitsverhältnisse deutlich verändert: Die erstmals kandidierende AfD erreichte aus dem Stand heraus 24,3 Prozent der Stimmen und löste die Linke als zweitstärkste Kraft im Landtag ab. Die Linkspartei selbst erreichte bei deutlichen Verlusten und 16,3 Prozent den dritten Platz, wohingegen die SPD von 21,5 Prozent der Stimmen auf 10,6 Prozent abstürzte und damit nur noch den vierten Platz erreichte. Weiterhin wurde die CDU mit 29,8 Prozent stärkste Kraft, fünfte Kraft wurden die Grünen.
Erstmals in der Landesgeschichte verfehlten CDU und SPD damit eine eigenständige Mehrheit, so dass Ministerpräsident Reiner Haseloff die bundesweit erste „Kenia-Koalition“ aus CDU, SPD und Bündnis 90/Die Grünen bildete.
Bei der Landtagswahl in Sachsen-Anhalt 2021 erreichte die CDU mit starkem Zuwachs ein Ergebnis von 37,1 % und wurde damit erneut stärkste Kraft. AFD, Die Linke und SPD verloren, teils deutlich, an Zustimmung. FDP und Grüne konnten leicht zugewinnen.
Reiner Haseloff blieb Ministerpräsident, änderte jedoch seine Koalitionspartner, so das seit 9. August 2021 eine Deutschlandkoalition regiert. Dies, trotz das CDU und SPD über eine alleinige Mehrheit von 49 Stimmen im Landtag verfügen und so nicht gezwungen gewesen wären, eine Drei-Parteien-Koalition einzugehen.
Landtagspräsidenten von Sachsen-Anhalt
- 1946–1948 Bruno Böttge, SED
- 1948–1950 Adam Wolfram, SED
- 1950–1952 Michael Schröder, SED
- 1990–1998 Klaus Keitel, CDU
- 1998–2002 Wolfgang Schaefer, SPD
- 2002–2006 Adolf Spotka, CDU
- 2006–2011 Dieter Steinecke, CDU
- 2011–1. Dezember 2015 Detlef Gürth, CDU
- 9. Dezember 2015–2016 Dieter Steinecke, CDU
- 12. April 2016 bis 21. August 2016 Hardy Güssau, CDU
- 1. September 2016 bis 6. Juli 2021 Gabriele Brakebusch, CDU
- seit 6. Juli 2021 Gunnar Schellenberger, CDU[48]

Oberpräsident der Provinz Sachsen-Anhalt
- 1945–1947: Erhard Hübener, LDPD

### Landesregierungen
|                            | Nr. | Name              | Lebensdaten | Partei | Beginn der Amtszeit | Ende der Amtszeit | Regierungsparteien                                                 |
| -------------------------- | --- | ----------------- | ----------- | ------ | ------------------- | ----------------- | ------------------------------------------------------------------ |
|                            | 1   | Erhard Hübener    | 1881–1958   | LDPD   | 21. Juli 1947       | 13. August 1949   | 1946–1950: SED/LDPD/CDU, ab 1949 NDPD                              |
|                            | 2   | Werner Bruschke   | 1898–1995   | SED    | 13. August 1949     | 23. Juli 1952     | 1950–1952: SED/LDPD/DBD/NDPD                                       |
| Nach der Wiedervereinigung |     |                   |             |        |                     |                   |                                                                    |
|                            | 1   | Gerd Gies         | * 1943      | CDU    | 28. Oktober 1990    | 4. Juli 1991      | CDU + FDP                                                          |
|                            | 2   | Werner Münch      | * 1940      | CDU    | 4. Juli 1991        | 28. November 1993 | CDU + FDP                                                          |
|                            | 3   | Christoph Bergner | * 1948      | CDU    | 2. Dezember 1993    | 21. Juli 1994     | CDU + FDP                                                          |
|                            | 4   | Reinhard Höppner  | 1948–2014   | SPD    | 21. Juli 1994       | 16. Mai 2002      | 1994–1998: SPD + Grüne (Minderheitsregierung, toleriert durch PDS) |
|                            | 4   | Reinhard Höppner  | 1948–2014   | SPD    | 21. Juli 1994       | 16. Mai 2002      | 1998–2002: SPD (Minderheitsregierung, toleriert durch PDS)         |
|                            | 5   | Wolfgang Böhmer   | 1936–2025   | CDU    | 16. Mai 2002        | 19. April 2011    | 2002–2006: CDU + FDP                                               |
|                            | 5   | Wolfgang Böhmer   | 1936–2025   | CDU    | 16. Mai 2002        | 19. April 2011    | 2006–2011: CDU + SPD                                               |
|                            | 6   | Reiner Haseloff   | * 1954      | CDU    | 19. April 2011      | amtierend         | 2011–2016: CDU + SPD                                               |
|                            | 6   | Reiner Haseloff   | * 1954      | CDU    | 19. April 2011      | amtierend         | 2016–2021: CDU + SPD + Grüne                                       |
|                            | 6   | Reiner Haseloff   | * 1954      | CDU    | 19. April 2011      | amtierend         | Seit 16. September 2021: CDU + SPD + FDP                           |

### Volksentscheide
Am 23. Januar 2005 fand im Land ein Volksentscheid zur Betreuung in Kindertagesstätten statt. Dieser scheiterte unecht u. a. an der niedrigen Wahlbeteiligung.

### Extremismus
Laut Verfassungsschutzbericht war der Anteil von rechtsextremistisch motivierten Gewalttaten 2005 im Vergleich höher als in anderen deutschen Ländern. Im ersten Quartal 2007 wurde nahezu eine Halbierung der Straftaten verzeichnet, die nur auf eine „andere Auslegung“ von Straftaten durch das Landeskriminalamt zurückzuführen war. 2006 wurden 1240 rechtsextreme Straftaten verzeichnet.
Im November 2018 wurden in einer Kleinen Anfrage im Landtag von Sachsen-Anhalt, veranlasst aus der AfD-Fraktion, neue Zahlen zur politischen Kriminalität benannt. Demnach gab es im Vorjahr 2017 nach einem deutlichen Abfall nur noch 1461 rechtspolitisch motivierte Straftaten (darunter 105 Gewalttaten), weiterhin 357 linkspolitisch motivierte Straftaten (darunter 41 Gewalttaten) und 30 religiöse Straftaten sowie 14 politische Straftaten ausländischer Ideologien.

### Verwaltungsgliederung
Sachsen-Anhalt untergliedert sich administrativ in elf Landkreise und drei kreisfreie Städte. Die derzeitige Verwaltungsstruktur entstand durch zwei Kreisreformen, wobei in der ersten Kreisgebietsreform am 1. Juli 1994 aus vormals 37 Landkreisen 21 neue Landkreise gebildet wurden, deren Zahl am 1. Juli 2007 auf elf reduziert wurde (siehe auch: Kreisreform Sachsen-Anhalt 2007).
| Gebietskörperschaft                               | Einwohner (31. Dezember 2024) | Fläche (km²) | Einwohnerdichte (Personen je km²) |
| ------------------------------------------------- | ----------------------------- | ------------ | --------------------------------- |
| Altmarkkreis Salzwedel (SAW)                      | 79.980                        | 2.293,05     | 34,88                             |
| Landkreis Anhalt-Bitterfeld (ABI)                 | 153.035                       | 1.453,51     | 105,29                            |
| Landkreis Börde (BK)                              | 167.924                       | 2.366,64     | 70,95                             |
| Burgenlandkreis (BLK)                             | 173.684                       | 1.413,69     | 122,86                            |
| Landkreis Harz (HZ)                               | 205.484                       | 2.104,55     | 97,64                             |
| Landkreis Jerichower Land (JL)                    | 88.509                        | 1.576,77     | 56,13                             |
| Landkreis Mansfeld-Südharz (MSH)                  | 129.029                       | 1.448,82     | 89,06                             |
| Saalekreis (SK)                                   | 182.451                       | 1.433,66     | 127,26                            |
| Salzlandkreis (SLK)                               | 180.771                       | 1.426,68     | 126,71                            |
| Landkreis Stendal (SDL)                           | 106.538                       | 2.423,15     | 43,97                             |
| Landkreis Wittenberg (WB)                         | 121.694                       | 1.930,30     | 63,04                             |
| Stadt Dessau-Roßlau (DE), kreisfreie Stadt        | 75.402                        | 244,74       | 308,09                            |
| Stadt Halle (Saale) (HAL), kreisfreie Stadt       | 226.767                       | 135,01       | 1.679,63                          |
| Landeshauptstadt Magdeburg (MD), kreisfreie Stadt | 244.329                       | 201,00       | 1.215,57                          |
| Land Sachsen-Anhalt (Gesamt)                      | 2.135.597                     | 20.451,58    | 104,39                            |

Sachsen-Anhalt gliedert sich in 218 Gemeinden, darunter 104 Städte, von denen drei kreisfrei sind (Stand: 1. Januar 2014). Bis 31. Dezember 2009 gab es 857 Gemeinden, die zur Erfüllung ihrer Aufgaben teils in Verwaltungsgemeinschaften zusammengeschlossen waren. Im Rahmen der Gemeindegebietsreform 2010 wurden die Verwaltungsgemeinschaften aufgelöst und in Verbandsgemeinden oder Einheitsgemeinden umgewandelt.
Bis 2003 gab es in Sachsen-Anhalt mit Dessau, Halle und Magdeburg drei Regierungsbezirke. Diese wurden zum 1. Januar 2004 aufgelöst, die Arbeit der Regierungspräsidien übernahm das für das gesamte Land eingerichtete Landesverwaltungsamt mit Sitz in Halle (Saale) und Nebenstellen in Dessau und Magdeburg.

### Bevölkerungsreichste Städte

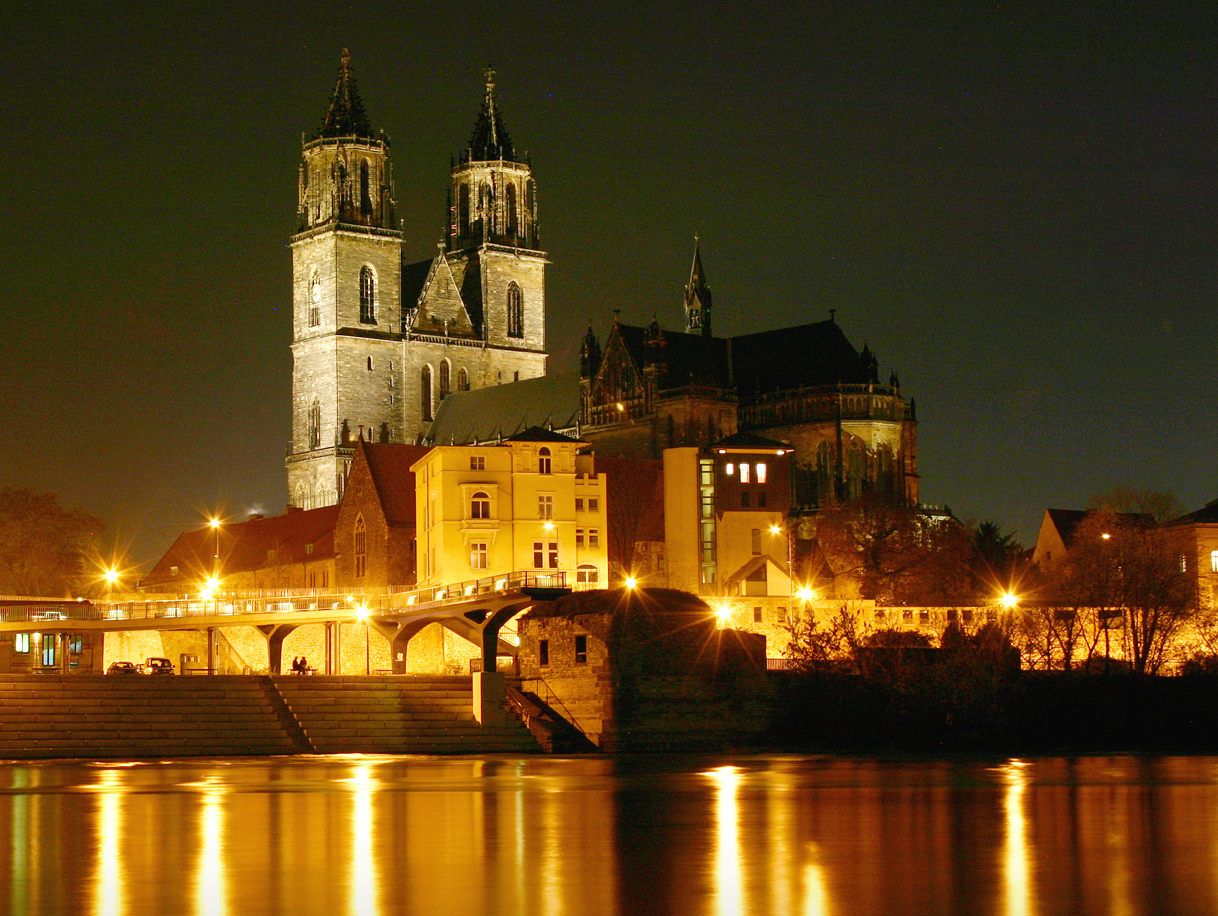
Der Magdeburger Dom bei Nacht

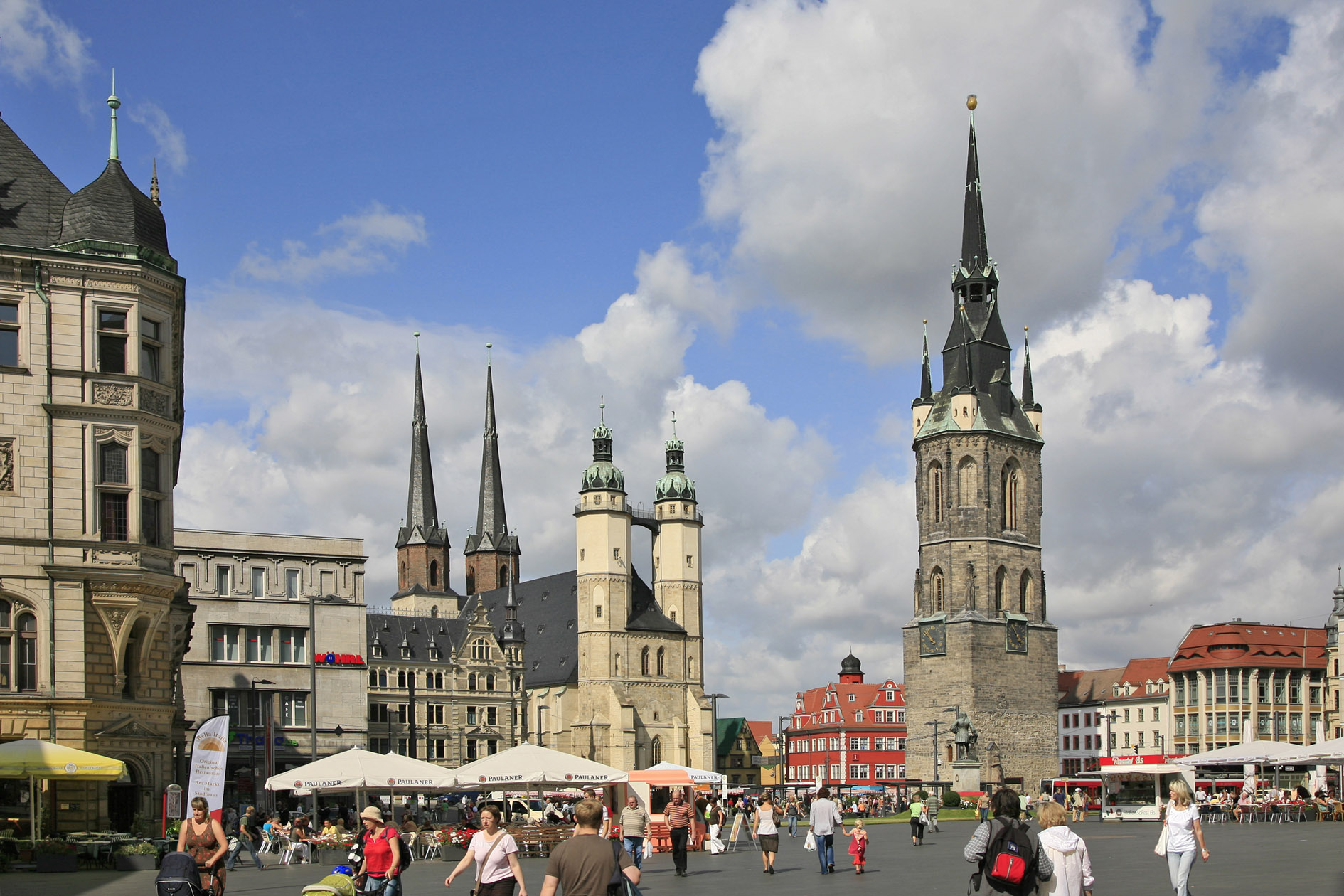
Marktplatz in Halle (Saale)

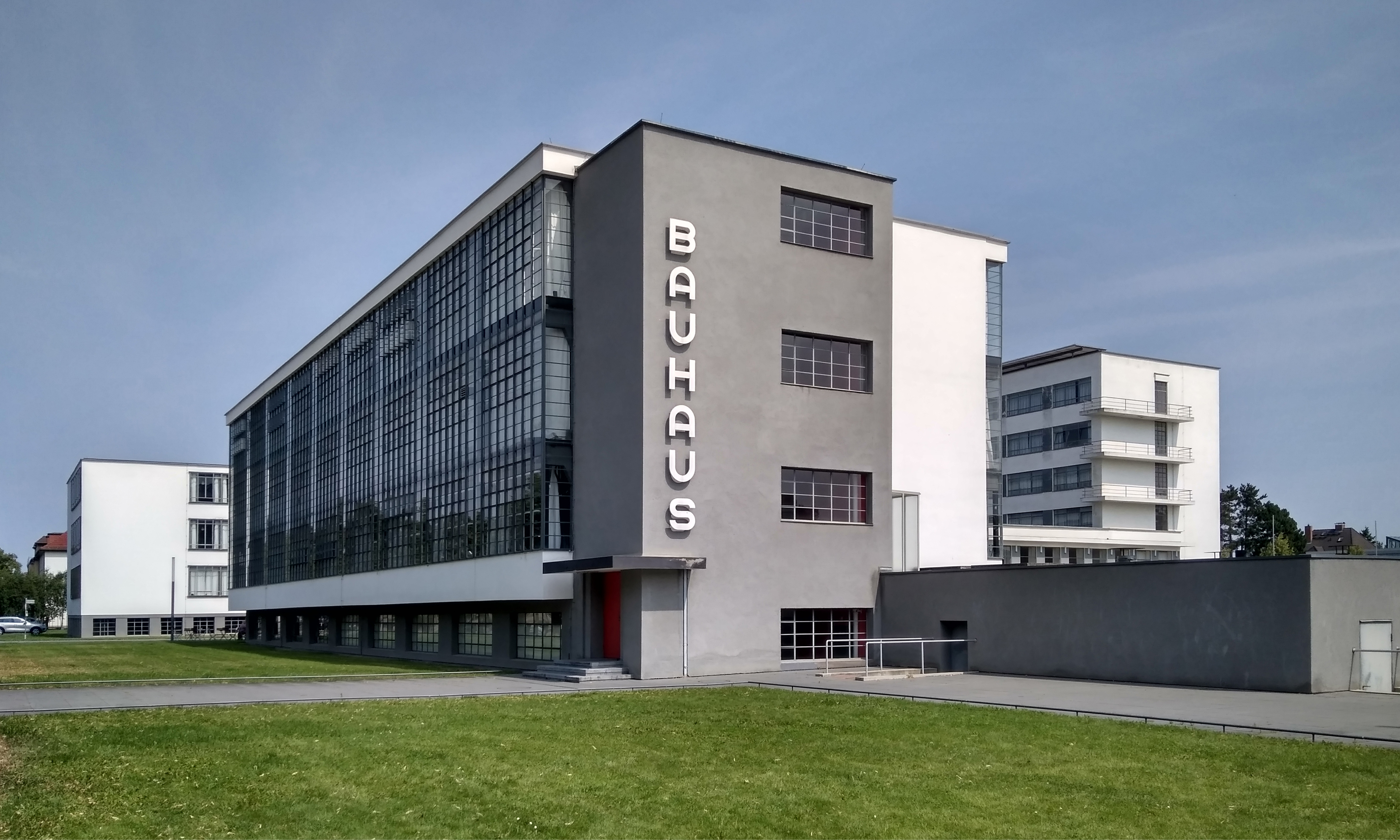
Das Bauhaus in Dessau

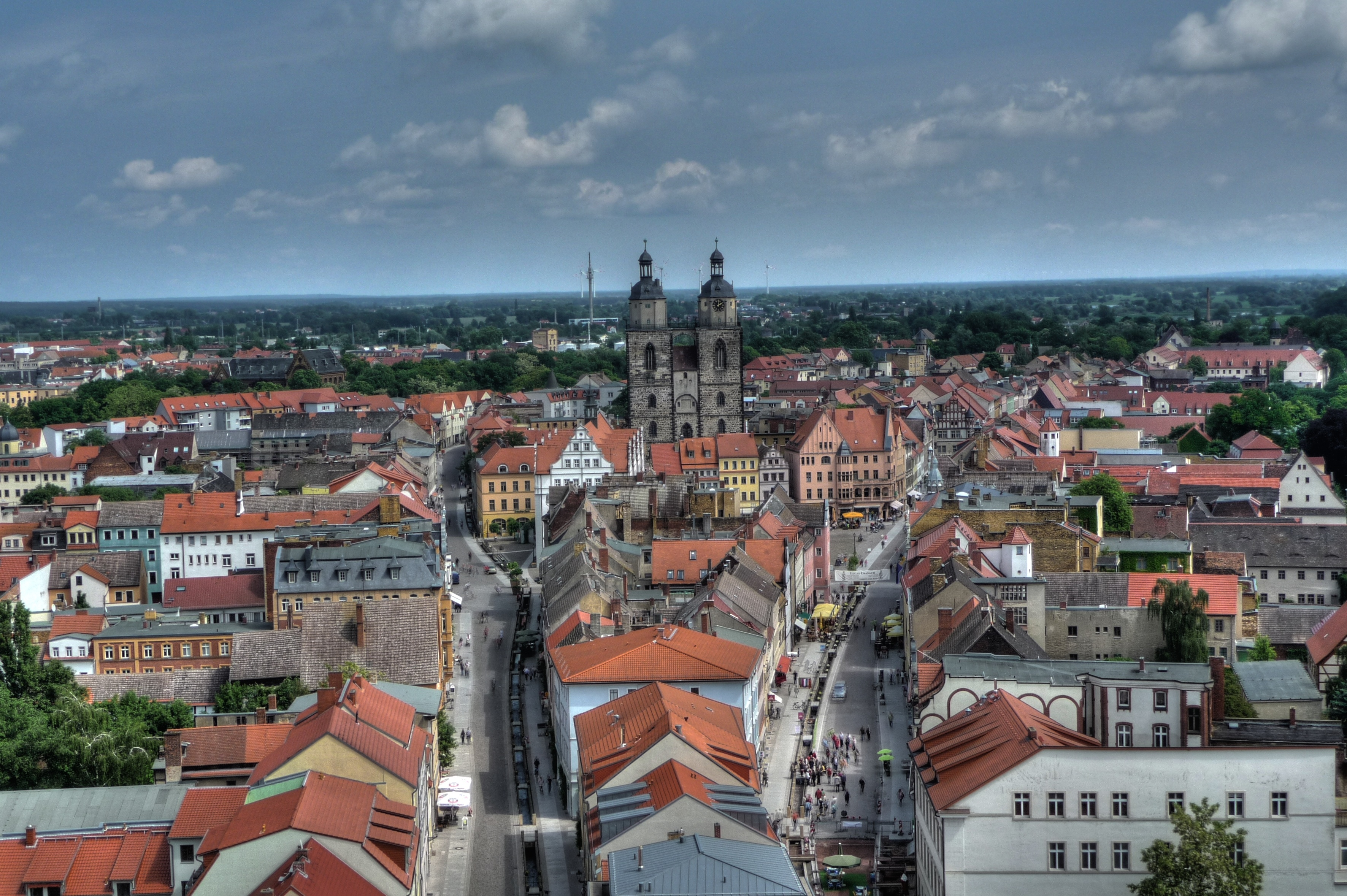
Blick über die Wittenberger Altstadt

Im Bundesland gibt es zwei Großstädte mit über 200.000 Einwohnern und eine Mittelstadt über mit 50.000 Einwohnern. In der folgenden Tabelle sind die größten Städte des Landes aufgeführt.
| Rang | Stadt                       | Landkreis              | Einwohner 31. Dezember 2024 | Veränderung seit 2010 in % | Fläche (km²) |
| ---- | --------------------------- | ---------------------- | --------------------------- | -------------------------- | ------------ |
| 01.  | Magdeburg, Landeshauptstadt | kreisfrei              | 244.329                     | +5,5                       | 201,00       |
| 02.  | Halle (Saale)               | kreisfrei              | 226.767                     | −2,7                       | 135,01       |
| 03.  | Dessau-Roßlau               | kreisfrei              | 75.402                      | −13,2                      | 244,74       |
| 04.  | Lutherstadt Wittenberg      | Wittenberg             | 45.249                      | −8,6                       | 240,34       |
| 05.  | Weißenfels                  | Burgenlandkreis        | 37.929                      | −8,5                       | 113,55       |
| 06.  | Halberstadt                 | Harz                   | 37.898                      | −11                        | 142,98       |
| 07.  | Stendal                     | Stendal                | 37.850                      | −10,8                      | 268,02       |
| 08.  | Bitterfeld-Wolfen           | Anhalt-Bitterfeld      | 36.592                      | −19                        | 86,96        |
| 09.  | Merseburg                   | Saalekreis             | 34.392                      | −2,9                       | 53,76        |
| 10.  | Wernigerode                 | Harz                   | 32.167                      | −6,4                       | 170,17       |
| 11.  | Naumburg (Saale)            | Burgenlandkreis        | 31.940                      | −6,9                       | 129,90       |
| 12.  | Bernburg (Saale)            | Salzlandkreis          | 30.992                      | −12,7                      | 113,46       |
| 13.  | Schönebeck (Elbe)           | Salzlandkreis          | 30.419                      | −10,2                      | 86,01        |
| 14.  | Zeitz                       | Burgenlandkreis        | 28.328                      | −10,2                      | 87,16        |
| 15.  | Aschersleben                | Salzlandkreis          | 25.647                      | −11,8                      | 156,23       |
| 16.  | Sangerhausen                | Mansfeld-Südharz       | 25.392                      | −14,4                      | 207,66       |
| 17.  | Köthen (Anhalt)             | Anhalt-Bitterfeld      | 24.110                      | −14,6                      | 78,44        |
| 18.  | Staßfurt                    | Salzlandkreis          | 23.181                      | −19                        | 146,70       |
| 19.  | Quedlinburg                 | Harz                   | 23.139                      | −12,9                      | 120,45       |
| 20.  | Salzwedel                   | Altmarkkreis Salzwedel | 22.964                      | −7,7                       | 304,57       |
| 21.  | Lutherstadt Eisleben        | Mansfeld-Südharz       | 22.505                      | −11,7                      | 143,86       |
| 22.  | Burg                        | Jerichower Land        | 22.585                      | −6,5                       | 164,05       |
| 23.  | Gardelegen                  | Altmarkkreis Salzwedel | 21.822                      | −9                         | 632,43       |
| 24.  | Zerbst/Anhalt               | Anhalt-Bitterfeld      | 21.124                      | −8,8                       | 467,77       |

### Wappen und Flagge

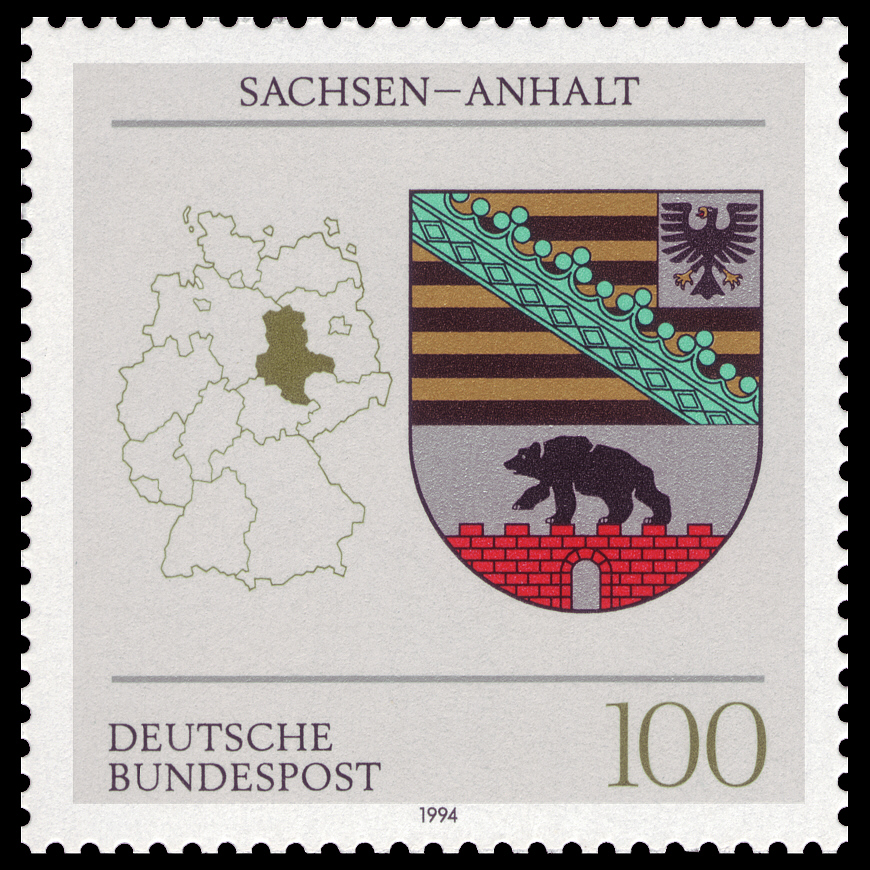
Briefmarke aus der Serie Wappen der Länder der Bundesrepublik Deutschland

Das Wappen Sachsen-Anhalts symbolisiert im oberen Feld die ehemalige preußische Provinz Sachsen, im unteren Feld den ehemaligen Freistaat Anhalt. Die Landesfarben sind gelb-schwarz.
|              |              |            |
| Landeswappen | Landesflagge | Landeslogo |

### Verdienstorden des Landes Sachsen-Anhalt
- Verdienstorden des Landes Sachsen-Anhalt
- Ehrennadel des Landes Sachsen-Anhalt

### Partnerschaften
Das Land Sachsen-Anhalt unterhält folgende Partnerschaften:
- Region Centre-Val de Loire (Frankreich), seit 5. Juli 2004
- Woiwodschaft Masowien (Polen), seit 13. Oktober 2003

## Medien
Die Landeshauptstadt Magdeburg ist Sitz des Landesfunkhauses Sachsen-Anhalt, das zum Mitteldeutschen Rundfunk gehört. Die Medienanstalt Sachsen-Anhalt hat ihren Sitz in Halle (Saale). In einigen Gebieten gibt es private Fernsehsender wie das Magdeburger Fernsehen 1, RAN 1, das Regionalfernsehen Harz oder TV Halle. Die größten Tageszeitungen sind die in Magdeburg erscheinende Volksstimme und die Mitteldeutsche Zeitung in Halle (Saale) mit einer Auflage von jeweils rund 190.000 Exemplaren.

## Wirtschaft

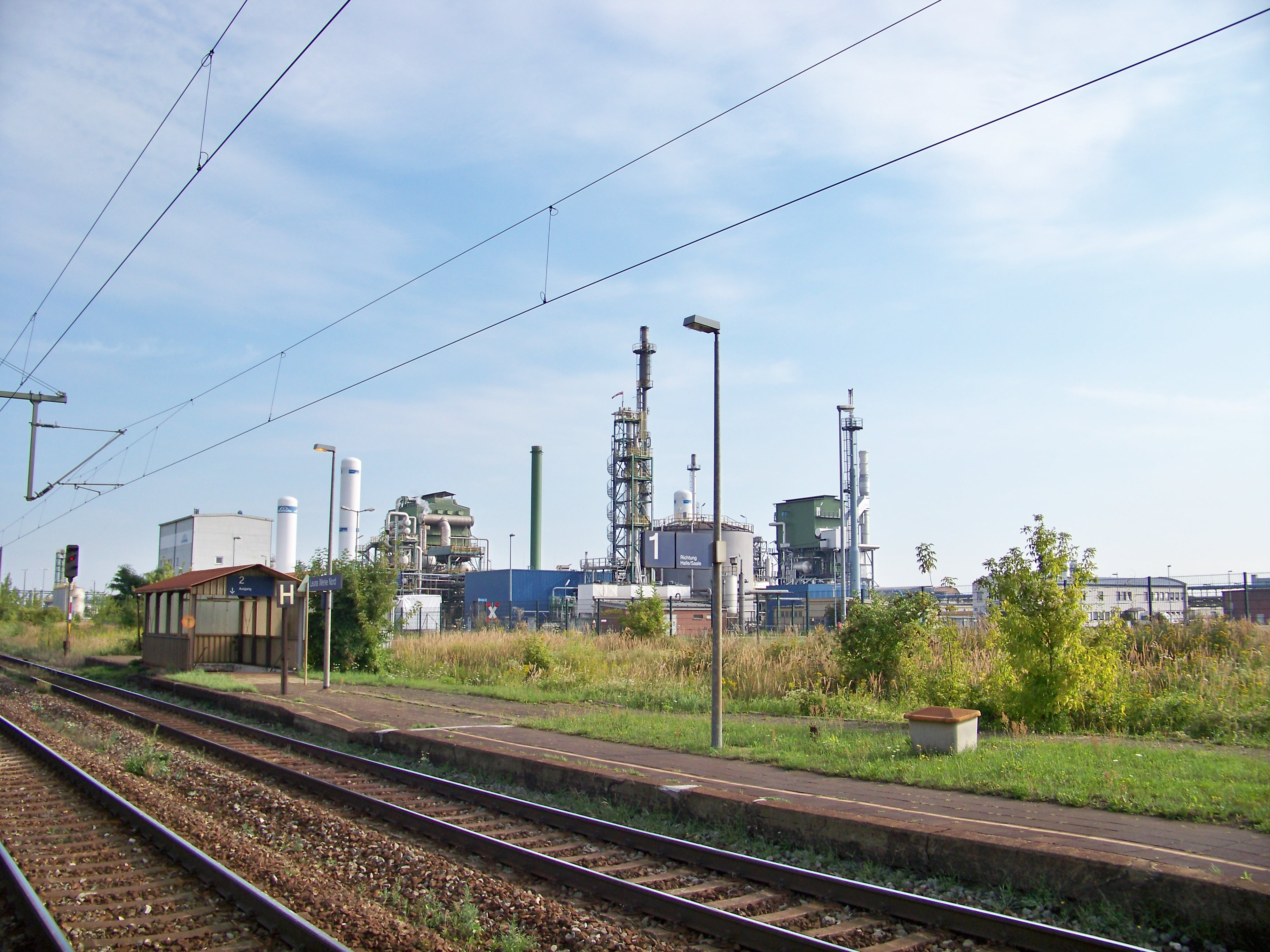
Linde plc in Leuna, im „Chemiedreieck“

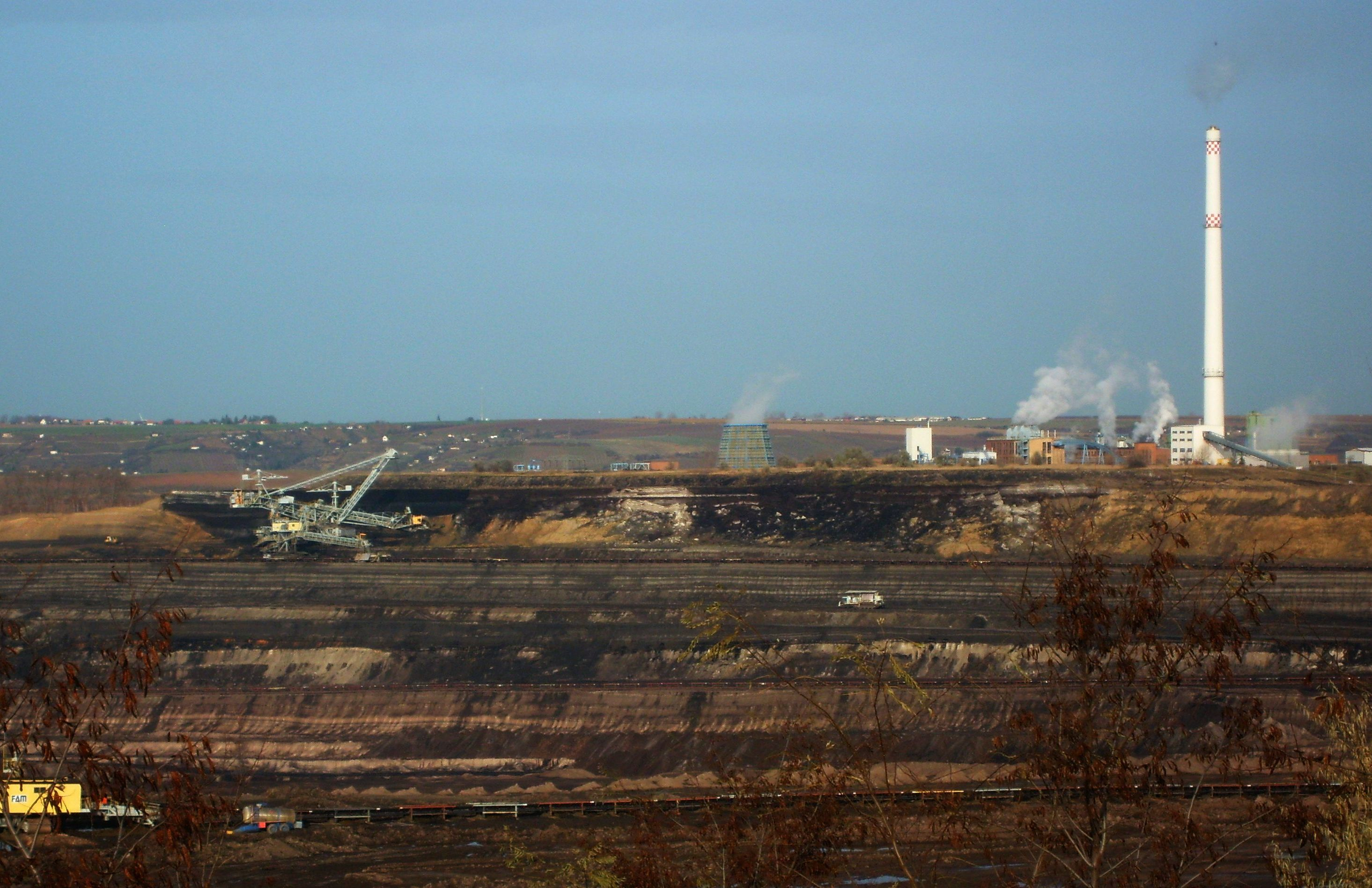
Noch aktiver Braunkohletagebau der Romonta GmbH in Amsdorf

### Wirtschaftsgeschichte vor 1990
Mit der Gliederung der Länder in Bezirke wurde das Gebiet des heutigen Sachsen-Anhalts 1952 im Wesentlichen in die zwei Bezirke Halle und Magdeburg aufgeteilt. Im planwirtschaftlichen System der DDR wurde der Bezirk Halle zum Chemiestandort ausgebaut, geprägt von großen Chemiefabriken in Leuna (Leunawerke), Schkopau (Buna-Werke) und Bitterfeld/Wolfen, die auch heute noch das sogenannte Mitteldeutsche Chemiedreieck bilden. Auch das Mitteldeutsche Braunkohlerevier, zu dem das Geiseltal und das Bitterfelder Bergbaurevier gehören sowie die Kupfererzförderung im Mansfelder Land und um Sangerhausen beschäftigten Zehntausende von Arbeitern. Die Wirtschaft im Bezirk Magdeburg hingegen war einerseits durch großflächige Landwirtschaft in der Börde und Altmark geprägt, andererseits durch Schwermaschinenkombinate wie SKET, die VEB Schwermaschinenbau „Karl Liebknecht“ oder die VEB Schwermaschinenbau Georgi Dimitroff in Magdeburg, in welchen die zahlreichen Maschinenbaufirmen aus der Zeit vor 1945 zusammengefasst wurden.

### Wirtschaftsgeschichte nach 1990
Sachsen-Anhalt verarbeitete den wirtschaftlichen Strukturwandel nach 1990 mit Erfolg und Rückschlägen zugleich. Die großen Kombinate hatten schwere strukturbedingte Schwierigkeiten beim Übergang in die Soziale Marktwirtschaft, da ihre technischen Anlagen meist völlig veraltet waren, durch einen hohen Einsatz von Arbeitskräften geprägt waren und schwere Umweltschäden verursachten. Insbesondere die Kombinate im Maschinenbau, dem Chemiedreieck und im Bergbau brachen rasch nach der Wende zusammen, was den Verlust von mehreren zehntausend Arbeitsplätzen zur Folge hatte. Die Arbeitslosigkeit stieg von 10,3 % (167.127 Menschen) im Jahre 1991 über 16,5 % (208.149 Menschen) im Jahre 1995 auf den Höchststand von 21,7 % 1998/1999 und verharrte auf diesem, in Deutschland zu dieser Zeit höchsten Niveau über mehrere Jahre bis 2005. Ab 2005 sank die Arbeitslosigkeit langsam und kontinuierlich auf 7,1 % im Oktober 2022. Dabei zeigt sich innerhalb des Bundeslandes ein Gefälle: So betrug die Quote im Landkreis Börde im Oktober 2022 4,7 % und lag im Landkreis Mansfeld-Südharz mit 9,4 Prozent doppelt so hoch.
Insgesamt gelang dem Land seit 1990 eine langsame, aber relativ stetige wirtschaftliche Erholung. Das Bruttoinlandsprodukt (BIP) verdoppelte sich in sieben Jahren von 20,3 Milliarden Euro im Jahr 1991 auf 42,7 Milliarden Euro im Jahr 1998. Die nächsten sieben Jahre bis 2005 waren von einer geringeren Dynamik geprägt, das BIP wuchs lediglich auf 47,4 Milliarden Euro, was rund zehn Prozent Wachstum entspricht. 2006 sprang das Wachstum wieder stärker an und das BIP stieg bis 2008 auf 52,7 Milliarden Euro, was rund elf Prozent in drei Jahren entspricht. Mit einem Rückschlag durch Finanz- und Wirtschaftskrise 2009 liegt das BIP 2010 bei 52,1 Milliarden Euro, womit es im Ländervergleich auf dem 12. Platz liegt. Im Vergleich mit dem BIP der EU, ausgedrückt in Kaufkraftstandards, erreichte Sachsen-Anhalt im Jahr 2014 einen Index von 87,0 (EU 28: 100 Deutschland: 126,0). Nicht nur gemessen am BIP, sondern auch an anderen Indikatoren liegt der Wohlstand von Sachsen-Anhalt unter dem Bundesdurchschnitt. Mit einer Reichtumsquote von 3,0 % belegten Sachsen-Anhalt und Mecklenburg-Vorpommern 2015 den letzten Platz im Vergleich der Bundesländer (Bundesdurchschnitt 7,5 %). Dagegen hatte Sachsen-Anhalt 2019 nach Bremen mit 21,4 % die zweithöchste Armutsquote und die höchste unter den Flächenländern, nahezu gleichauf mit Mecklenburg-Vorpommern. Wenn allerdings die Berechnung der Armutsgefährdungsquote auf dem mittleren Einkommen des jeweiligen Landes basiert (Landesmedian), wenn also jedes Bundesland für sich betrachtet wird, liegt Sachsen-Anhalt mit einer Quote von 14,8 % nahezu gleichauf mit Bayern (14,7 %) und besser als der bundesweite Durchschnitt (15,9 %).
Im Jahr 2020 war Sachsen-Anhalt das Bundesland, in dem die Wirtschaftsleistung am wenigsten stark zurückging und zeigte damit bundesweit die beste Wirtschaftsentwicklung.
Im April 2021 betrug – inmitten der COVID-19-Pandemie – die Arbeitslosenquote in Sachsen-Anhalt 7,7 % und war damit niedriger als etwa in Hamburg (8 %) und auf dem gleichen Niveau wie in Nordrhein-Westfalen (7,7 %).

Entwicklung des Bruttoinlandsprodukts (nominal, zu Marktpreisen) in blau und der Arbeitslosenquote in % in rot seit 1990

| Jahr | BIP in Mio. Euro 3 | Arbeitslosen- quote in % |
| ---- | ------------------ | ------------------------ |
| 1995 | 38.290             | 15,7                     |
| 2000 | 42.430             | 20,2                     |
| 2005 | 45.864             | 20,2                     |
| 2010 | 51.350             | 12,5                     |
| 2015 | 58.093             | 10,2                     |
| 2019 | 63.545             | 7,1                      |

### Wirtschaftsgeographie
Die Region zwischen Halle und dem in Sachsen liegenden Leipzig bildet eine wirtschaftliche Schwerpunktregion, die besonders von guter verkehrstechnischer Erreichbarkeit profitiert (Autobahnen A 9, A 14, A 38, A 143, Flughafen Leipzig-Halle, Bahnknotenpunkt Halle). Traditionell befindet sich in der Gegend mit dem „Chemiedreieck“ ein Schwerpunkt von Chemie- und Erdölindustrie in Deutschland. Insbesondere in Leuna wurden in den letzten Jahren die größten Auslandsinvestitionen ganz Ostdeutschlands getätigt. Auch die Region nördlich und westlich von Magdeburg ist mit ihrer günstigen Lage zwischen Berlin und Hannover am Kreuz von A 2 und A 14 sowie dem Wasserstraßenkreuz zunehmend ein Investitions- und Ansiedlungsschwerpunkt geworden.
| Arbeitsort             | sozialvers. Beschäftigte 30. Juni 2019 | Veränderung seit 30. Juni 2015 in Prozent 2 | Pendlersaldo 30. Juni 2019 2 | Arbeitsplatzdichte 1 2 |
| ---------------------- | -------------------------------------- | ------------------------------------------- | ---------------------------- | ---------------------- |
| Magdeburg              | 108.684                                | +3,28                                       | +14.765                      | 804                    |
| Halle (Saale)          | 97.378                                 | +4,41                                       | +10.002                      | 721                    |
| Dessau-Roßlau          | 33.890                                 | +1,12                                       | +3.337                       | 841                    |
| Lutherstadt Wittenberg | 21.486                                 | +5,68                                       | +2.722                       | 1.109                  |
| Bitterfeld-Wolfen      | 21.441                                 | +4,47                                       | +5.988                       | 921                    |
| Stendal                | 16.749                                 | −4,26                                       | +2.081                       | 775                    |
| Wernigerode            | 16.261                                 | −0,94                                       | +2.677                       | 951                    |
| Bernburg (Saale)       | 15.845                                 | +2,25                                       | +2.727                       | 899                    |
| Halberstadt            | 15.552                                 | +0,43                                       | +367                         | 734                    |
| Haldensleben           | 15.244                                 | +10,47                                      | +6.318                       | 1.462                  |

### Branchen

#### Lebensmittelindustrie

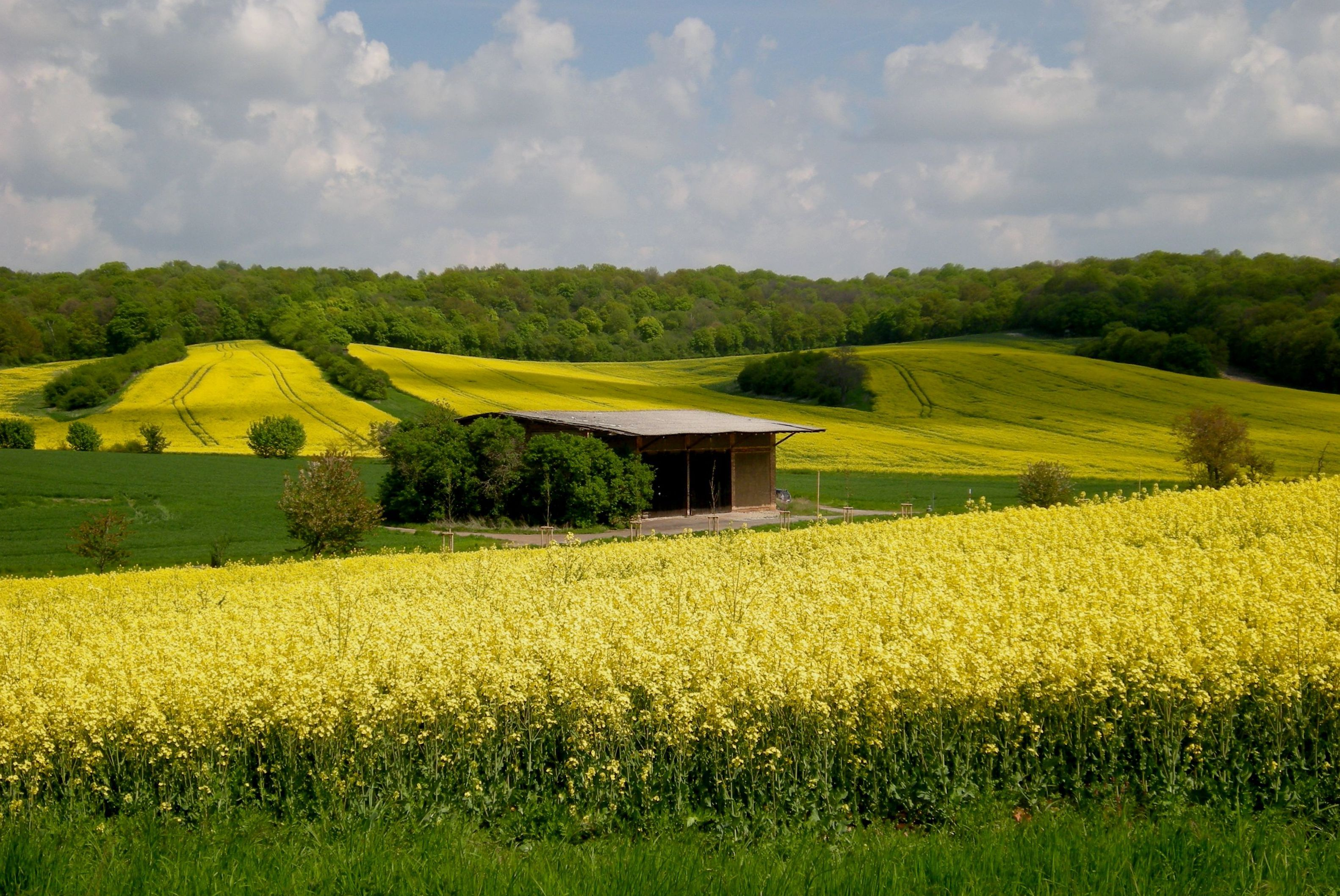
Die Landwirtschaft, eine der Branchen Sachsen-Anhalts

Sachsen-Anhalts Nahrungs- und Genussmittelindustrie ist geprägt durch überregional bekannte Marken wie Rotkäppchen, Hasseröder, Halloren, Kathi, Zetti, Argenta und Wikana. Zudem werden in Lutherstadt Wittenberg in Deutschland Margarinen produziert (Rama, Lätta, Becel) und Toast- sowie Brotmarken (Golden Toast, Lieken Urkorn). Rotkäppchen-Mumm aus Freyburg (Unstrut) ist Deutschlands größter Sekthersteller, Halloren aus Halle die älteste Schokoladenfabrik der Bundesrepublik. In Weißenfels befinden sich Deutschlands größter Mineralwasserproduzent (MEG-Gruppe) und der Schlachtereistandort Tönnies. Grundlage für das starke Ernährungsgewerbe sind unter anderem die ertragreichen Böden in der Magdeburger Börde.

#### Bergbau
In Sachsen-Anhalt wurden und werden verschiedene Rohstoffe im Bergbau abgebaut. Darunter zählen Energierohstoffe wie die Braunkohle bei Bitterfeld, Halle, Weißenfels und Zeitz, die in großflächigen Tagebauen abgebaut wird (siehe Mitteldeutsches Braunkohlerevier). Mit dem Mansfelder und Sangerhäuser Revier befand sich bis in die 1980er Jahre eine bedeutende Kupfermetallurgie im Land (siehe Mansfeld (Unternehmen)). In Bernburg und in Morsleben befinden sich Bergwerke für Stein- und Kalisalz. Im Harz gab es Eisenerzabbau. Außerdem werden im Land verteilt Kalkstein, u. a. für die Betonherstellung, sowie Hartsteinschotter für das Baugewerbe gewonnen.

#### Metall-, Mineralöl- und Chemische Industrie

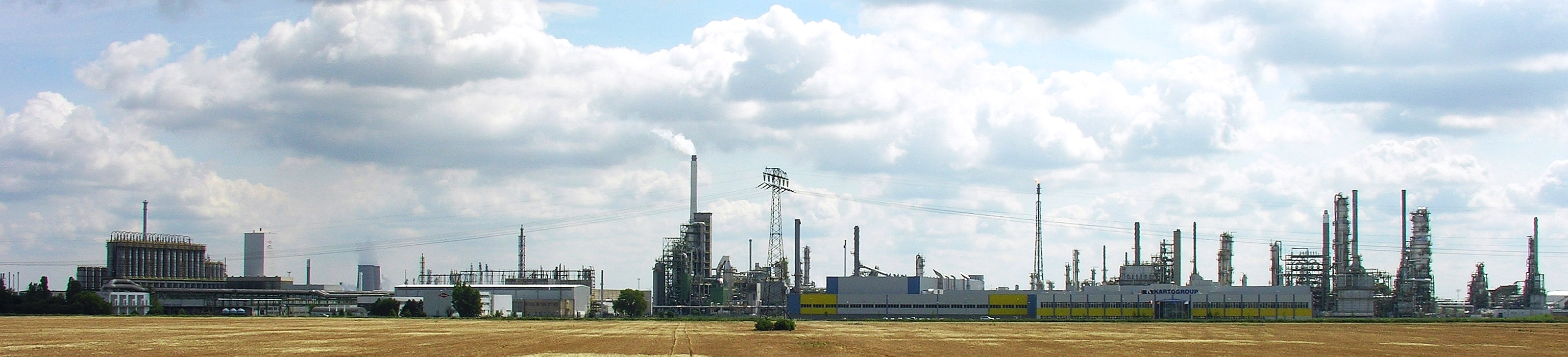
Total Raffinerie Mitteldeutschland

Die wichtigsten Wirtschaftszweige sind heute vor allem die Chemie-, Mineralöl- und Pharmaindustrie (Dow Olefinverbund, Total Raffinerie Mitteldeutschland, SKW Piesteritz, Salutas), die Automobilzulieferindustrie (IFA, Thyssenkrupp), der Maschinenbau (FAM, EMAG, KSB), die Metallindustrie (MKM, Novelis, Salzgitter, Trimet), das Gesundheitswesen (Ameos, Salus) und der Tourismus, unterstützt durch eine öffentlich geförderte Forschungslandschaft. Neben den traditionellen Branchen haben sich auch der Dienstleistungssektor und neue Industrien wie Automobilindustrie, Biotechnologie, Informations- und Kommunikationstechnik, Medien, Holzindustrie, Nachwachsende Rohstoffe, Windenergie und Photovoltaik als Branchen etabliert. Die relative Strukturschwäche des Landes bleibt jedoch bestehen, da Neuansiedlungen von Industriebetrieben mit Zehntausenden Beschäftigten in hochentwickelten Industrieländern wie Deutschland heutzutage unüblich sind.
In der chemischen Industrie Sachsen-Anhalts wurden im Jahr 2017 im Land Düngemittel und Stickstoffverbindungen im Wert von 808,6 Millionen Euro produziert, was einem Anteil von 26 Prozent der gesamten Produktion in Deutschland entspricht.

#### Pharmaindustrie
Zur pharmazeutischen Industrie zählen die Werken von Bayer, Hexal, Dermapharm/Mibe, Klocke-Gruppe/IDT Biologika. So ist Bayer Bitterfeld der Standort, an dem Aspirin für den deutschen Markt hergestellt wird- etwa 10 Milliarden Tabletten jährlich und mehr als 120 Milliarden seit 1995. Darüber hinaus kommt ein wesentlicher Teil (etwa 30 %) der deutschen Impfstoffproduktion aus Dessau-Roßlau (IDT Biologika) und Brehna (Dermapharm/Mibe). Hier werden zur Bekämpfung der COVID-19-Pandemie unter anderem Impfstoffe von AstraZeneca, Johnson und Johnson/Janssen und Biontech produziert.

#### Automobilindustrie
Mit dem Volkswagenwerk Wolfsburg befindet sich wenige Kilometer westlich der Landesgrenze in Niedersachsen einer der großen Arbeitgeber für die Menschen im nördlichen Sachsen-Anhalt.
In Sachsen-Anhalt selbst sind bei rund 270 Automobilzulieferern ca. 26.000 Beschäftigte zu verzeichnen. Zu den größten Automobilzulieferern des Landes gehört die Haldenslebener IFA-Group, der größte Kardanwellenhersteller Europas. Die Automobilzulieferindustrie Sachsen-Anhalts ist im Cluster MAHREG Automotive organisiert.
Der größte Nutzfahrzeughersteller der Welt, Daimler Truck will bis 2026 bei Halberstadt ein neues globales Logistikzentrum mit bis zu 600 neuen Arbeitsplätzen errichten.

#### Neue Technologien: Photovoltaik und E-Commerce
Das Photovoltaikunternehmen Hanwha Q Cells hat seinen Hauptsitz für Technologie und Innovation in Thalheim im Solar Valley.
Sachsen-Anhalt weist zudem zahlreiche im elektronischen Handel tätige Unternehmen auf. So kommen aus dem Land einige der ersten deutschen Internetapotheken.
Die Startups Tesvolt und Ecosia wurden von Wittenbergern gegründet.
Im Frühjahr 2022 gab der US-amerikanische Halbleiterhersteller Intel bekannt, bis 2026 auf dem Eulenberg südwestlich von Magdeburg zwei Chipfabriken zu errichten. Es handelt sich dabei mit einem Volumen von mehr als 17 Milliarden Euro um die größte Investition in eine Fertigungsanlage in Deutschland seit Jahrzehnten.

## Infrastruktur

### Hochschulen und Forschungseinrichtungen
In Sachsen-Anhalt hat sich seit 1990 eine ausgeprägte Forschungs- und Wissenschaftslandschaft entwickelt. Neben der Otto-von-Guericke-Universität Magdeburg und der Martin-Luther-Universität Halle-Wittenberg verfügt das Land Sachsen-Anhalt über neun weitere Hochschulen:
- Hochschule Anhalt
- Hochschule Harz
- Hochschule Merseburg
- Hochschule Magdeburg-Stendal

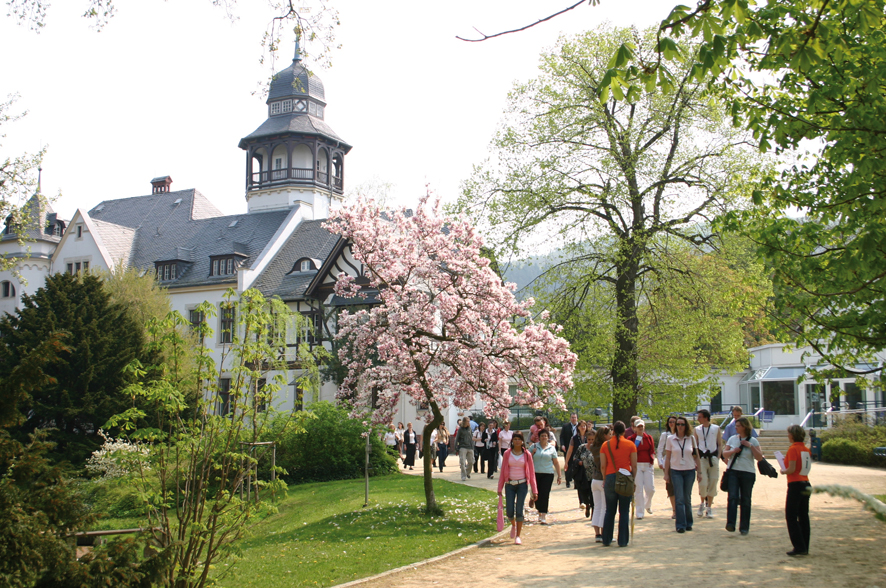
Die Rektoratsvilla auf dem Wernigeröder Hochschulcampus (HS Harz)

- Burg Giebichenstein Kunsthochschule Halle
- Evangelische Hochschule für Kirchenmusik Halle
- Theologische Hochschule Friedensau
- Fachhochschule Polizei Sachsen-Anhalt
- Steinbeis-Hochschule Berlin[93], private Fachhochschule

Insbesondere um die beiden Universitäten haben sich Forschungseinrichtungen der großen deutschen Forschungsinstitute angesiedelt. So gibt es heute fünf Institute der Wissenschaftsgemeinschaft Gottfried Wilhelm Leibniz, drei Max-Planck-Institute, eine Max-Planck-Forschungsstelle, zwei Fraunhofer-Einrichtungen und Standorte von zwei Großforschungseinrichtungen der Helmholtz-Gemeinschaft. Hinzu kommt das Julius Kühn-Institut mit Sitz in Quedlinburg.
Des Weiteren unterhält das Robert Koch-Institut eine Liegenschaft mit dem Schwerpunkt Infektionskrankheiten in Wernigerode.

#### Leibniz-Gemeinschaft
- Leibniz-Institut für Wirtschaftsforschung Halle
- Leibniz-Institut für Agrarentwicklung in Transformationsökonomien in Halle
- Leibniz-Institut für Neurobiologie in Magdeburg
- Leibniz-Institut für Pflanzenbiochemie in Halle
- Leibniz-Institut für Pflanzengenetik und Kulturpflanzenforschung in Gatersleben

#### Max-Planck-Gesellschaft
- Max-Planck-Institut für Dynamik komplexer technischer Systeme in Magdeburg
- Max-Planck-Institut für ethnologische Forschung in Halle
- Max-Planck-Institut für Mikrostrukturphysik in Halle
- Max-Planck-Forschungsstelle für Enzymologie der Proteinfaltung in Halle

#### Fraunhofer-Gesellschaft
- Fraunhofer-Institut für Fabrikbetrieb und -automatisierung in Magdeburg
- Fraunhofer-Institut für Werkstoffmechanik in Halle
- Fraunhofer-Center für Silizium-Photovoltaik in Halle
- Fraunhofer-Institut für Zelltherapie und Immunologie, Projektgruppe Molekulare Wirkstoffbiochemie und Therapieentwicklung, Halle

#### Helmholtz-Gemeinschaft
- Helmholtz-Zentrum für Umweltforschung – UFZ in Leipzig, Halle und Magdeburg
- Deutsches Zentrum für Neurodegenerative Erkrankungen in Magdeburg

Mit teilweise expliziten Stadtvierteln und Standorten für Forschungsinstitute wie dem Wissenschaftshafen in Magdeburg und dem Weinberg Campus in Halle versuchen die Städte, weitere Ansiedlungen von technik- und forschungsaffinen Einrichtungen besonders zu unterstützen.
Mit der Deutschen Akademie der Naturforscher Leopoldina hat die älteste dauerhaft existierende naturforschende Akademie der Welt ihren Sitz in Sachsen-Anhalt. Am 14. Juli 2008 wurde die Leopoldina zur Nationalen Akademie der Wissenschaften Deutschlands erklärt. Sie hat ihren Sitz seit 1878 in Halle.

### Energie
Zu DDR-Zeiten sollte das Kernkraftwerk Stendal als größtes seiner Art entstehen und wäre mit einer Gesamtleistung von 4000 Megawatt auch das größte Kernkraftwerk Deutschlands insgesamt geworden. Das Kraftwerk Schkopau ist das gegenwärtig größte Kraftwerk, das mit fossilen Brennstoffen betrieben wird und eine Leistung von 900 Megawatt hat. Der größte Windpark des Landes befindet sich zwischen den Orten Biere und Borne; er hat eine Leistung von 109 Megawatt.
Im Bundesländervergleich „Erneuerbare Energie“ wurde Sachsen-Anhalt im Jahr 2012 in der Kategorie „Wirtschaftsmotor“ als Sieger ausgezeichnet. In der Gesamtwertung zwar nur auf Platz 5 verortet, steht das Land demnach insbesondere bei den Wirtschafts- und Beschäftigungseffekten der Erneuerbare-Energien-Branche gut da. Durch Produktionsanlagen von Unternehmen der Branche, aber auch durch die eigene intensive Nutzung erneuerbarer Energien wird die regionale Wertschöpfung durch Wind, Sonne und Biomasse vorangetrieben. Gemäß dem Energiekonzept 2020 der Landesregierung sollen erneuerbare Energien bis 2020 einen Anteil von 20 % am Primärenergieverbrauch erreichen.
Große Bedeutung hat insbesondere die Windenergie. Im Jahr 2012 konnten die in Sachsen-Anhalt installierten Windkraftanlagen ca. 55 % des Nettostrombedarfs des Landes decken. Damit rangiert das Land deutschlandweit nach Mecklenburg-Vorpommern auf dem vierten Platz. Mitte 2016 waren 2731 Windkraftanlagen mit einer Gesamtleistung von 4689 Megawatt installiert. Die Tradition der verstärkten Windkraftnutzung reicht insbesondere in Anhalt tief in das 19. Jahrhundert zurück.
Das Statistische Landesamt Sachsen-Anhalt veröffentlicht regelmäßig Daten zur Stromerzeugung und zum -verbrauch. Im Jahr 2020 wurden in Sachsen-Anhalt demnach 24,7 Milliarden Kilowattstunden Strom erzeugt. Von diesen wurden 15,5 % durch Braunkohle erzeugt (3,7 Milliarden Kilowattstunden) und 15,8 % durch Erdgas (3,9 Milliarden Kilowattstunden). Den Hauptanteil der Stromerzeugung bildeten mit 62 % die erneuerbaren Energien (15,3 Milliarden Kilowattstunden). Diese 62 % lassen sich aufteilen in 37,2 % Windstrom (9,2 Milliarden Kilowattstunden), weiterhin 12,3 % Biomasse (3,0 Milliarden Kilowattstunden), außerdem 11,1 % Photovoltaik (2,7 Milliarden Kilowattstunden) und 8,1 % Sonstige wie Wasserkraft, Müllverbrennung, Klär- und Deponiegas.

### Schienenverkehr

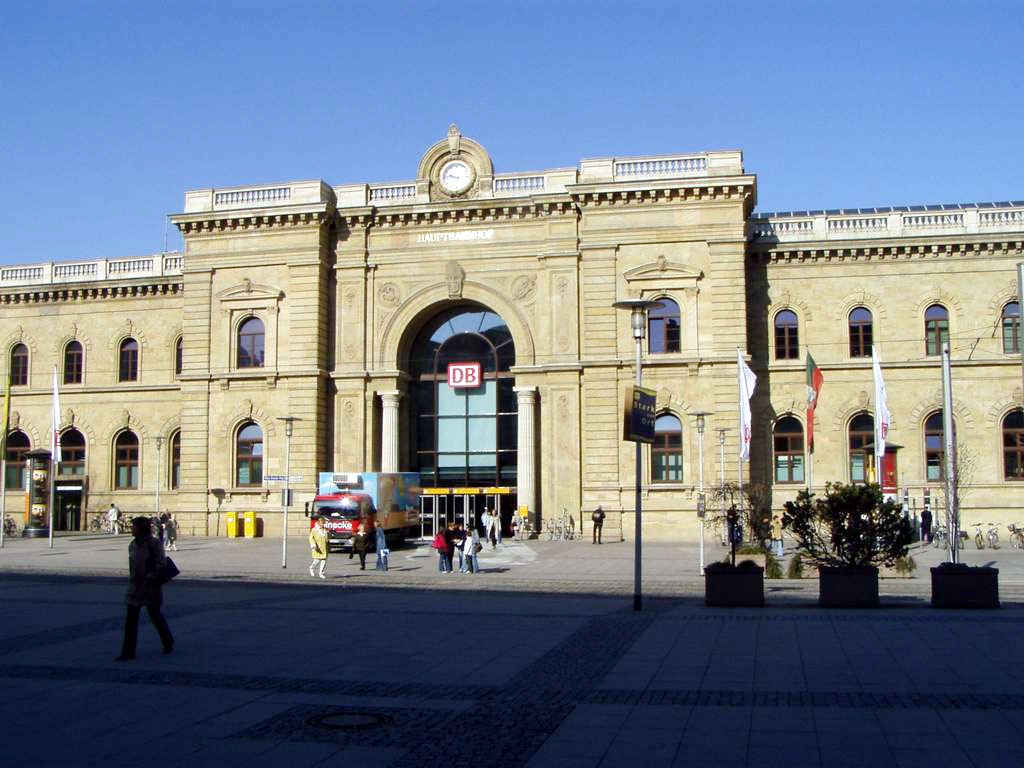
Der Magdeburger Hauptbahnhof

Eine der ersten Bahnstrecken Deutschlands wurde 1840 zwischen Köthen und Dessau eröffnet. Nach dem abschnittsweisen Ausbau der sogenannten Anhalter Bahn über Wittenberg und Jüterbog endete diese Strecke im Berliner Anhalter Bahnhof. Köthen wurde zum ersten Eisenbahnknoten Deutschlands, da es bereits an der Magdeburg-Leipziger Eisenbahn lag. Deren Strecke erreichte im Juni 1840 Köthen, nachdem 1839 zwischen Magdeburg und Schönebeck der Verkehr aufgenommen worden war.
Heute sind die wichtigsten Bahnstrecken des Landes die als Lehrter Bahn bezeichnete Strecke von Berlin nach Hannover über Stendal, die Bahnstrecke Berlin–Halle als Verbindung zwischen Berlin und München, die Strecke Berlin–Magdeburg, die Strecke Magdeburg–Braunschweig mit Verbindungen nach Hannover sowie die Bahnstrecke Magdeburg–Leipzig, mit der Magdeburg und Halle verbunden sind. Hinzu kommt ein Netz aus weiteren Haupt- und Nebenbahnen, welche die Städte des Landes verbinden, beispielsweise von Magdeburg und Halle in die Harzvorstädte und den Harz. Diese Strecken werden überwiegend vom Verkehrsunternehmen Abellio Rail Mitteldeutschland bedient, welches in Sachsen-Anhalt nach der Deutschen Bahn die zweitmeisten Zugkilometer erbringt. Vor allem touristische Zwecke erfüllen die Harzer Schmalspurbahnen (HSB).
Wichtigste Bahnknoten sind Halle und Magdeburg, ferner sind auch die Bahnhöfe in Stendal, Halberstadt, Köthen, Dessau, Lutherstadt Wittenberg, Bitterfeld, Weißenfels, Naumburg und Sangerhausen von Bedeutung.
In den Großräumen Magdeburg und Halle existieren S-Bahnen (S-Bahn Mittelelbe, S-Bahn Mitteldeutschland).

### Straßennetz

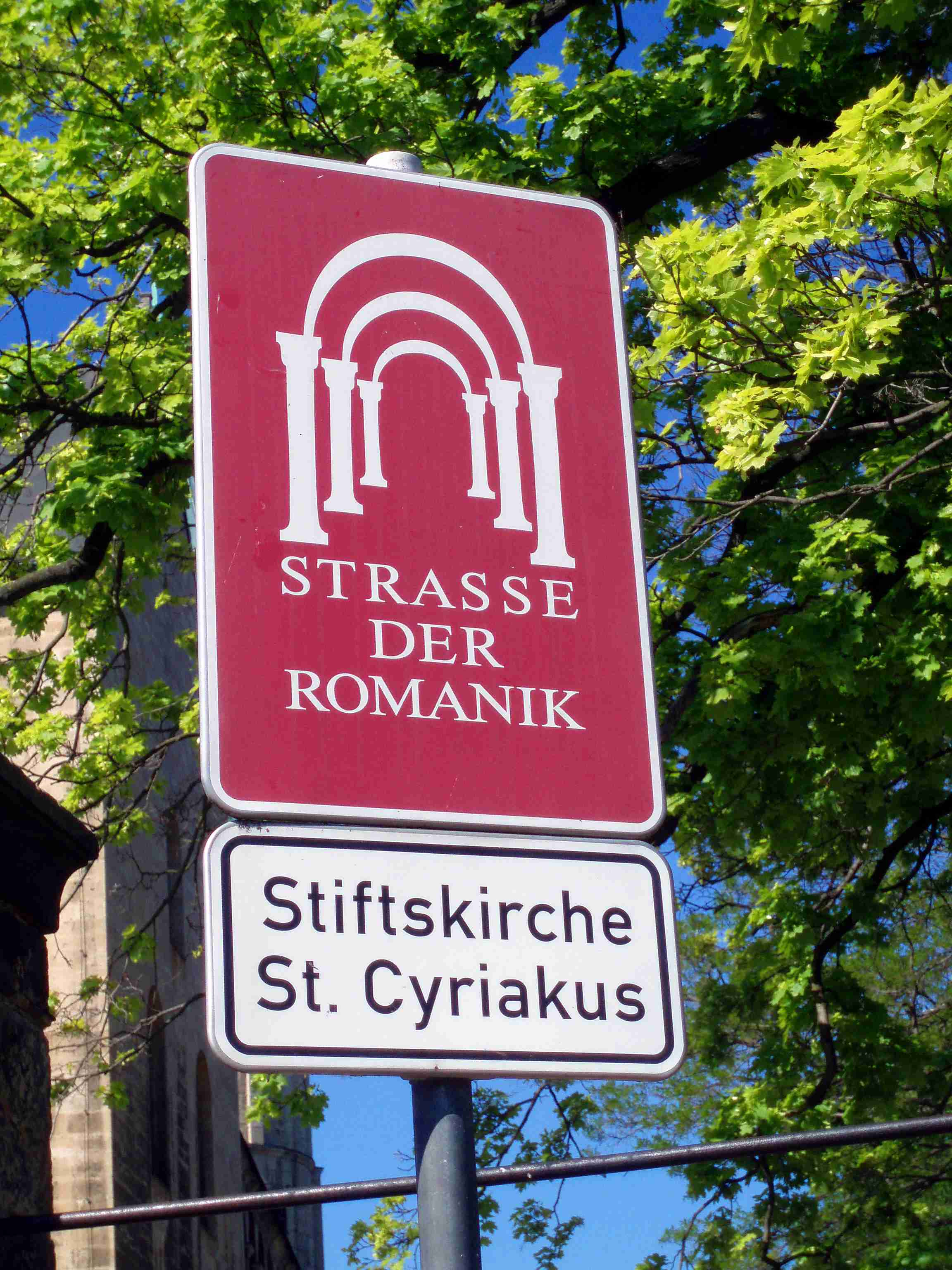
Straße der Romanik bei Gernrode

Von überregionaler Bedeutung sind vor allem fünf Bundesautobahnen, die das Land durchziehen. In Ost-West-Richtung verläuft im nördlichen Sachsen-Anhalt an Magdeburg vorbei die A 2 Berlin–Hannover, im östlichen Teil des Landes verläuft die A 9 Berlin–München in Nord-Süd-Richtung und erschließt die Städte Dessau, Bitterfeld, Halle und Weißenfels. Quer durch Sachsen-Anhalt verläuft die A 14 von Dresden über Halle nach Magdeburg und tangiert dabei Bernburg, Staßfurt und Schönebeck. Geplant ist eine Verlängerung dieser Autobahn nach Norden über Stendal, Osterburg (Altmark) und Wittenberge (Brandenburg) zum Dreieck Schwerin (Altmark-Autobahn).
Bei Bernburg beginnt die A 36, die nördlich des Harz die Städte Aschersleben, Quedlinburg, Thale, Blankenburg (Harz) und Wernigerode erschließt und bis Braunschweig führt. Im Süden Sachsen-Anhalts verläuft in ostwestlicher Richtung die A 38 (Leipzig–Göttingen), tangiert Sangerhausen und erschließt den Südharz. Verbunden wird diese Autobahn mit der A 14 durch die noch unfertige A 143, die westlich um die Stadt Halle herumführt und nach Fertigstellung zur Mitteldeutschen Schleife, einem Autobahn-Doppelring um die Städte Halle und Leipzig, werden soll. Ihre Fertigstellung wird seit mehreren Jahren durch Umweltverbände verzögert.
Das nördliche Sachsen-Anhalt erschließen von Magdeburg aus vor allem die B 71 und B 189, die in Ermangelung einer Autobahn in diesem Gebiet ein hohes Verkehrsaufkommen haben. Die B 71 bindet Haldensleben, Gardelegen und Salzwedel an, die B 189 die Städte Stendal, Osterburg (Altmark) und Seehausen (Altmark). Den Norden Sachsen-Anhalts verbindet die B 190 von Salzwedel nach Seehausen. Die Weiterführung der B 6 vom Autobahnkreuz Bernburg an der A 14 zur A 9 südlich von Dessau ist bis Köthen bereits in Betrieb. Der letzte Teilabschnitt zwischen Köthen und der A 9 südlich Dessau soll 2022 fertiggestellt werden.
| Jahr | Bundesautobahn in km | Bundesstraßen in km | Landesstraßen in km |
| ---- | -------------------- | ------------------- | ------------------- |
| 1995 | 199                  | 2.326               | 3.845               |
| 2000 | 320                  | 2.403               | 3.834               |
| 2003 | 360                  | 2.359               | 3.778               |
| 2005 | 384                  | 2.416               | 3.819               |
| 2010 | 550                  | 2.319               | 3.930               |
| 2015 | 624                  | 2.298               | 4.054               |
| 2020 | 834                  | 2.151               | 4.074               |
| 2022 | 922                  | 2.149               | 4.056               |

Durch Sachsen-Anhalt verläuft als Teil der Transromanica auch die Straße der Romanik, eine Ferienstraße, die wegen des großen romanischen Erbes dieser Landschaft eingerichtet wurde. Ebenfalls durch Sachsen-Anhalt führt die Straße der Familie Bismarck.

### Flugverkehr

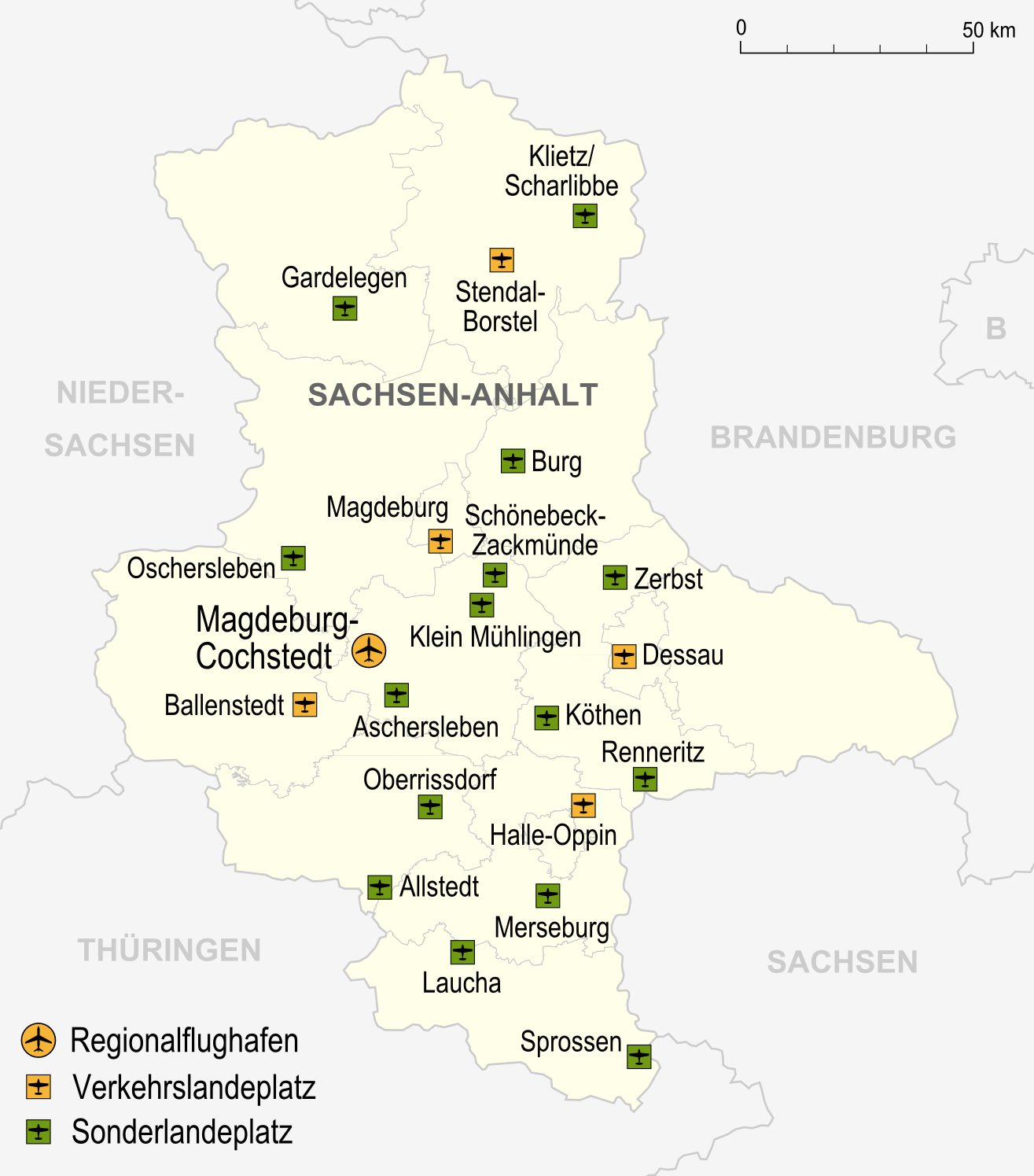
Karte der Flughäfen und Landeplätze in Sachsen-Anhalt

Zwischen Halle und Leipzig befindet sich auf sächsischem Gebiet der internationale Flughafen Leipzig/Halle. In Magdeburg liegt der Flugplatz Magdeburg, der vorrangig von Sport- und Privatfliegern genutzt wird. In der Nähe der Stadt Aschersleben gibt es den Flughafen Cochstedt, der mehrere Jahre ohne Betrieb war und vom 30. März 2011 bis Ende 2013 von Ryanair genutzt wurde. Im Januar 2016 meldete der Flughafen Insolvenz an.

### Wasserstraßen
Durch Sachsen-Anhalt verlaufen mit der Elbe, der Saale, dem Mittellandkanal und dem Elbe-Havel-Kanal wichtige Wasserstraßen, die sich bei der Landeshauptstadt Magdeburg am Wasserstraßenkreuz treffen. Binnenhäfen bestehen u. a. mit dem Hafen Magdeburg und dem Hafen Halle (Saale).

## Kultur

### Kulturlandschaft
Die Kulturlandschaft Sachsen-Anhalts ist, im Gegensatz zu den angrenzenden Ländern Brandenburg, Sachsen oder Thüringen, regional äußerst unterschiedlich und weist verhältnismäßig wenige Gemeinsamkeiten auf. Zunächst unterscheidet sich das bereits ab 700 besiedelte altdeutsche Bauerngebiet westlich von Saale und Elbe von den während der deutschen Ostkolonialisierung im 12. Jahrhundert germanisierten slawischen Siedlungsgebieten östlich der beiden Flüsse.
So entstand ab 700 zwischen Magdeburg und dem Harz ein Siedlungsgebiet, das – wie das angrenzende Südniedersachsen – zu Ostfalen gezählt wird. Südlich des Harzes entstand gleichzeitig ein thüringisch geprägtes Gebiet zwischen Zeitz und Sangerhausen. Im Norden des Landes bildete sich um das Jahr 1000 das Siedlungsgebiet der Altmark, die dem heutigen Brandenburg sehr ähnlich ist. Gleiches gilt auch für das Jerichower Land zwischen Elbe und Fläming. Im Südosten des Landes, zwischen Halle und Wittenberg, entstand ab 1100 eine Region, die kulturell enge Verbindungen zu Sachsen aufweist. In der Mitte des Landes zieht sich in einem schmalen Streifen vom Harz bis nach Dessau die Region Anhalt hin, die eine Mischregion aus kulturellen Einflüssen Ostfalens, Thüringens, Sachsens und Brandenburgs darstellt.
Damit kann man das heutige Land Sachsen-Anhalt in die Kulturräume Altmark im Norden, Jerichower Land im Osten, Ostfalen/Magdeburger Börde im Westen, thüringisch geprägte Gebiete im Südwesten und sächsisch geprägte Gebiete im Südosten unterteilen. Dazwischen liegt in der Landesmitte Anhalt.

### Kulturgeschichte
Die Gegend des heutigen Landes Sachsen-Anhalt war im Frühmittelalter einer der kulturellen Schwerpunkte im deutschsprachigen Raum. Die heutige Landeshauptstadt Magdeburg war zu jener Zeit eines der politischen Zentren im Heiligen Römischen Reich Deutscher Nation. Von der früheren Bedeutung der gesamten Region zeugen heute die für das Land typischen, gut erhaltenen Baudenkmäler aus der Zeit der Romanik und der Gotik (siehe auch: Straße der Romanik), wie die Dome zu Magdeburg und zu Halberstadt, die Quedlinburger Altstadt und viele Burgen und Kirchen. Laut Landesmarketinggesellschaft ist Sachsen-Anhalt das Bundesland mit der höchsten Dichte an UNESCO-Weltkulturerben in Deutschland. Hierzu zählen das Bauhaus Dessau in Dessau-Roßlau, die Luthergedenkstätten in Wittenberg und Eisleben, die Altstadt von Quedlinburg, das Dessau-Wörlitzer Gartenreich mit dem Wörlitzer Park und der Naumburger Dom. Prägend für die hiesigen Ortschaften und Städte sind neben verwinkelten Fachwerkhausaltstädten und eng bebauten Dörfern, ebenfalls oft mit Fachwerkarchitektur und sehenswerten alten Dorfkirchen, auch Gebäude aus der Zeit der preußischen Provinz Sachsen, die seinerzeit als reichste Provinz des Landes galt.

### Küche

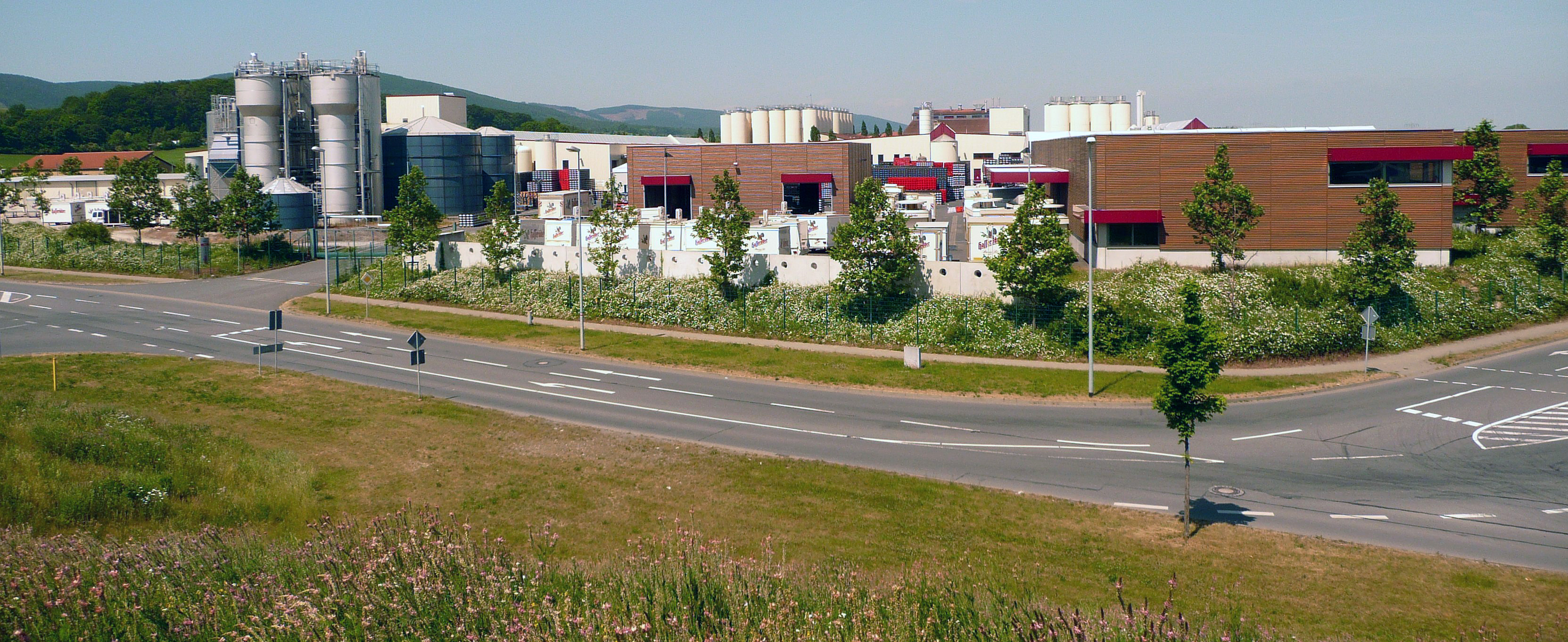
Hasseröder Brauerei in Wernigerode

### Nicht-bundeseinheitliche Feiertage
- Heilige Drei Könige: 6. Januar
- Reformationstag: 31. Oktober

### Städte

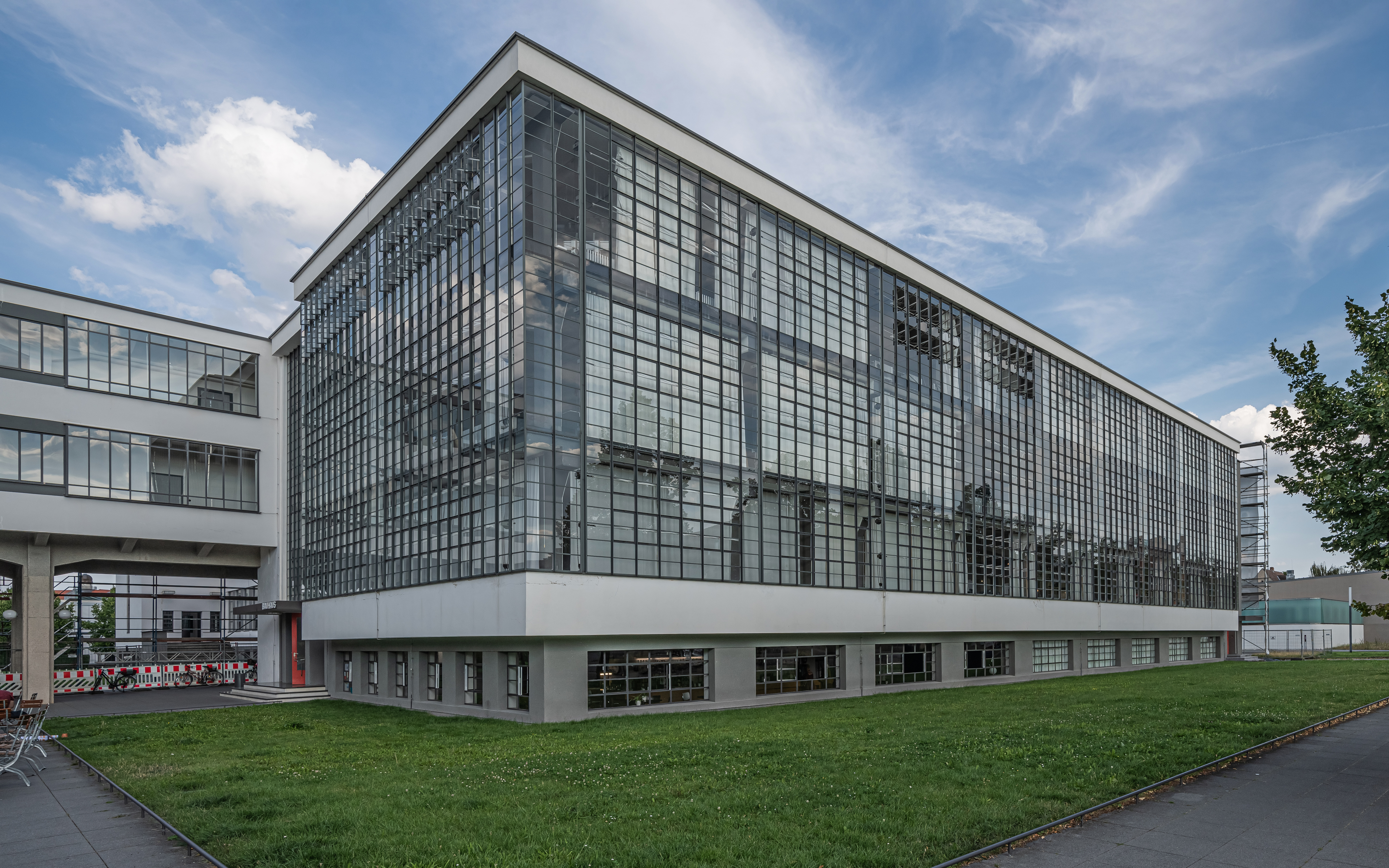
Bauhaus Dessau in Dessau-Roßlau, Teil des Weltkulturerbes der UNESCO

Am 31. Dezember 2020 lebten 1.179.170 von 2.180.684 Einwohnern in Städten mit mehr als 20.000 Einwohnern, was einem relativ niedrigen Verstädterungsgrad von 54,07 % entspricht. Obwohl die meisten Städte bereits seit 1940 schrumpfen, bilden sie die kulturellen Zentren des Landes. Dies gilt insbesondere für die beiden größten Städte Magdeburg und Halle sowie für die Bauhausstadt Dessau-Roßlau und die Lutherstadt Wittenberg. Bedingt durch die kulturellen Unterschiede der Landesteile unterscheiden sich auch die Stadtbilder erheblich. Von der Backsteingotik des norddeutschen Mittelalters sind beispielsweise die Städte Stendal, Salzwedel, Tangermünde, Gardelegen und Burg geprägt. Durch Romanik und Gotik sind besonders die Städte in der Harzregion wie beispielsweise Halberstadt, Wernigerode, Sangerhausen, Aschersleben, Staßfurt und in besonderem Maße Quedlinburg und Eisleben geprägt. Auch Naumburg, Merseburg, Zeitz und Schönebeck tragen heute noch eine mittelalterliche Prägung in ihrem Weichbild. Die folgenden Stilepochen der Renaissance und des Barocks sind in vielen Städten vertreten, hervorzuheben sind hier vor allem die Renaissancebauten in Wittenberg, das zu dieser Zeit eine Blütephase erlebte. Auch die Residenzstädte Köthen, Bernburg und Weißenfels weisen heute eine Vielzahl an barocken Gebäuden auf. Die größte Stadt des Landes, Halle, hat ein stark durchmischtes Stadtbild von der Gotik bis zur modernen Architektur. Eine industriestädtische Prägung weist vor allem die Stadt Bitterfeld-Wolfen auf. Bedingt durch die starke Zerstörung im Zweiten Weltkrieg sind die Innenstädte Magdeburgs und Dessau-Roßlaus vor allem durch die sozialistische Nachkriegsarchitektur und Bauten der jüngsten Zeit geprägt. Nach dem Ideal der Sozialistischen Stadt entstanden zu DDR-Zeiten große Teile Wolfens sowie Halle-Neustadt, die größte Plattenbaustadt der DDR. Insgesamt sind die Stadtbilder in Sachsen-Anhalt somit von einer enormen Vielfalt geprägt, die die reichhaltige und wechselvolle Geschichte der Region und des gesamten Landes widerspiegelt.

### Bauwerke

#### Burgen
Begünstigt zur Anlage von Burgen waren vor allem die südlichen, hügeligen Landesteile. Im Norden und im Flachland griff man daher vor allem auf die Anlage von Wasserburgen zurück. Entlang der deutsch-slawischen Siedlungsgrenze des frühen Mittelalters entstanden auch Stadtburgen (Magdeburg, Bernburg, Merseburg, Naumburg). Zu den ältesten Burgen des Landes gehören die ottonischen Königspfalzen, die sich unter anderem in Allstedt, Magdeburg, Memleben, Merseburg, Quedlinburg, Tilleda und Westerburg befanden. Zu den bedeutendsten heute erhaltenen Burgen gehören die Burg Falkenstein (Harz), die Burg Landsberg mit einer Doppelkapelle der Stauferzeit, die Neuenburg bei Freyburg an der Unstrut, die großflächige Burg Querfurt, die Rudelsburg und Burg Saaleck über dem Naumburger Saaletal, die Burg Giebichenstein, die Moritzburg in Halle sowie die Burg Wettin als Stammsitz des europäischen Herrschergeschlechts der Wettiner und die Burg Anhalt im Harz als Ursprung Anhalts. Daneben gibt es noch eine Vielzahl von Burgen und Burgruinen, vor allem im Harz, aber auch in anderen Landesteilen.
Später wurde die Stadt Magdeburg durch die Preußen zur Festung ausgebaut und dadurch zu einer der stärksten Festungen Deutschlands (siehe hierzu: Festung Magdeburg).

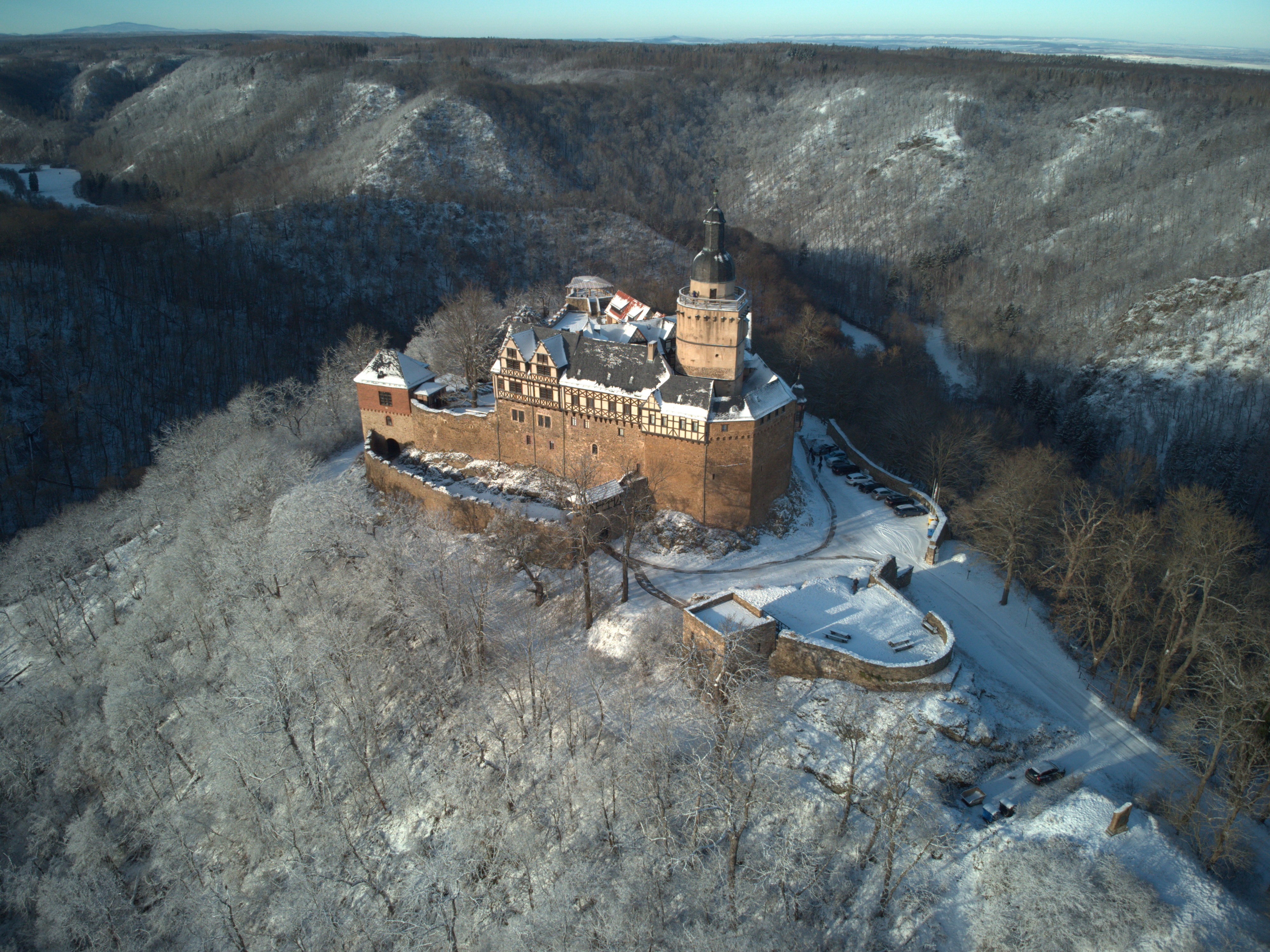
Burg Falkenstein im Harz
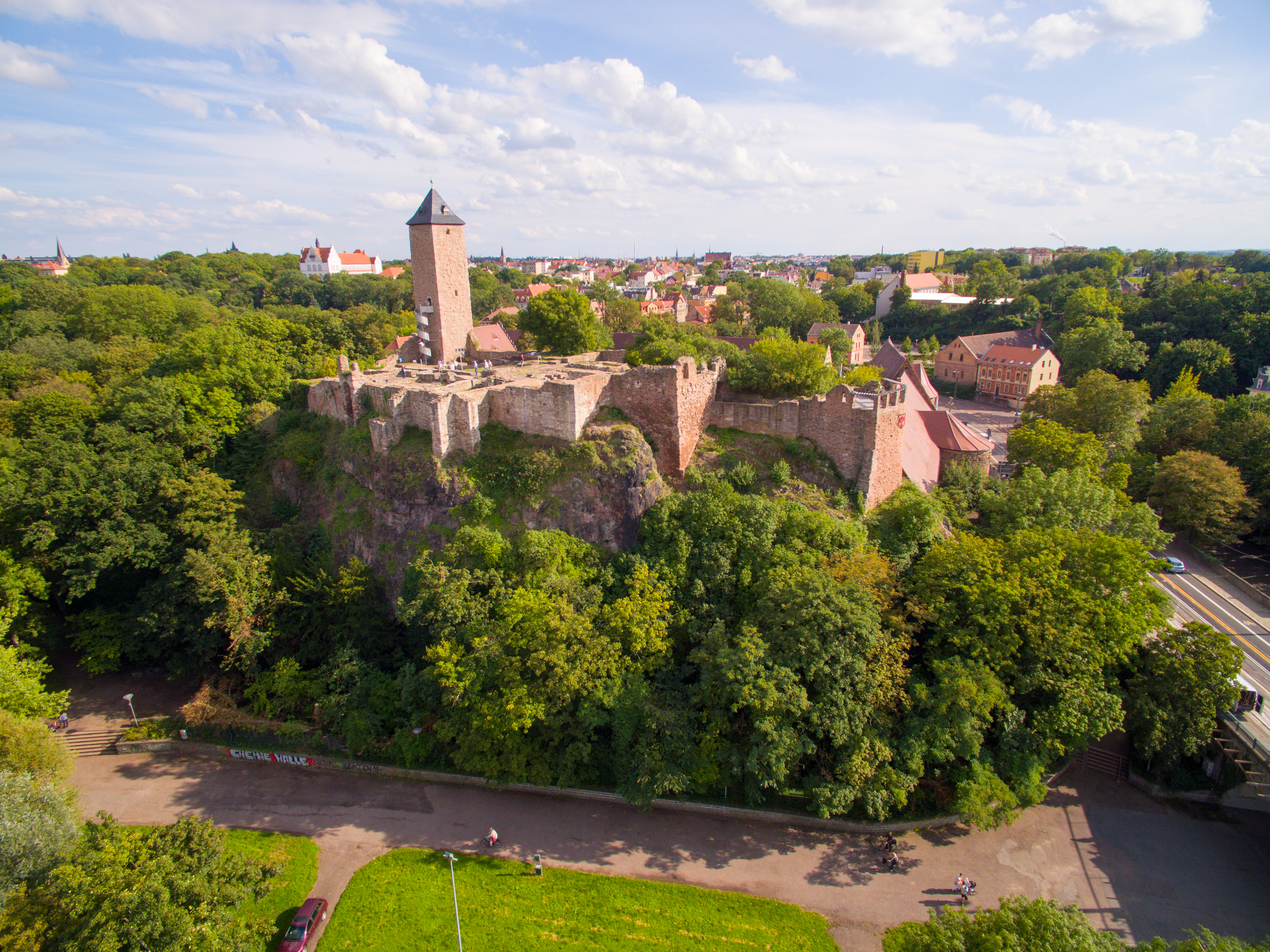
Burg Giebichenstein in Halle
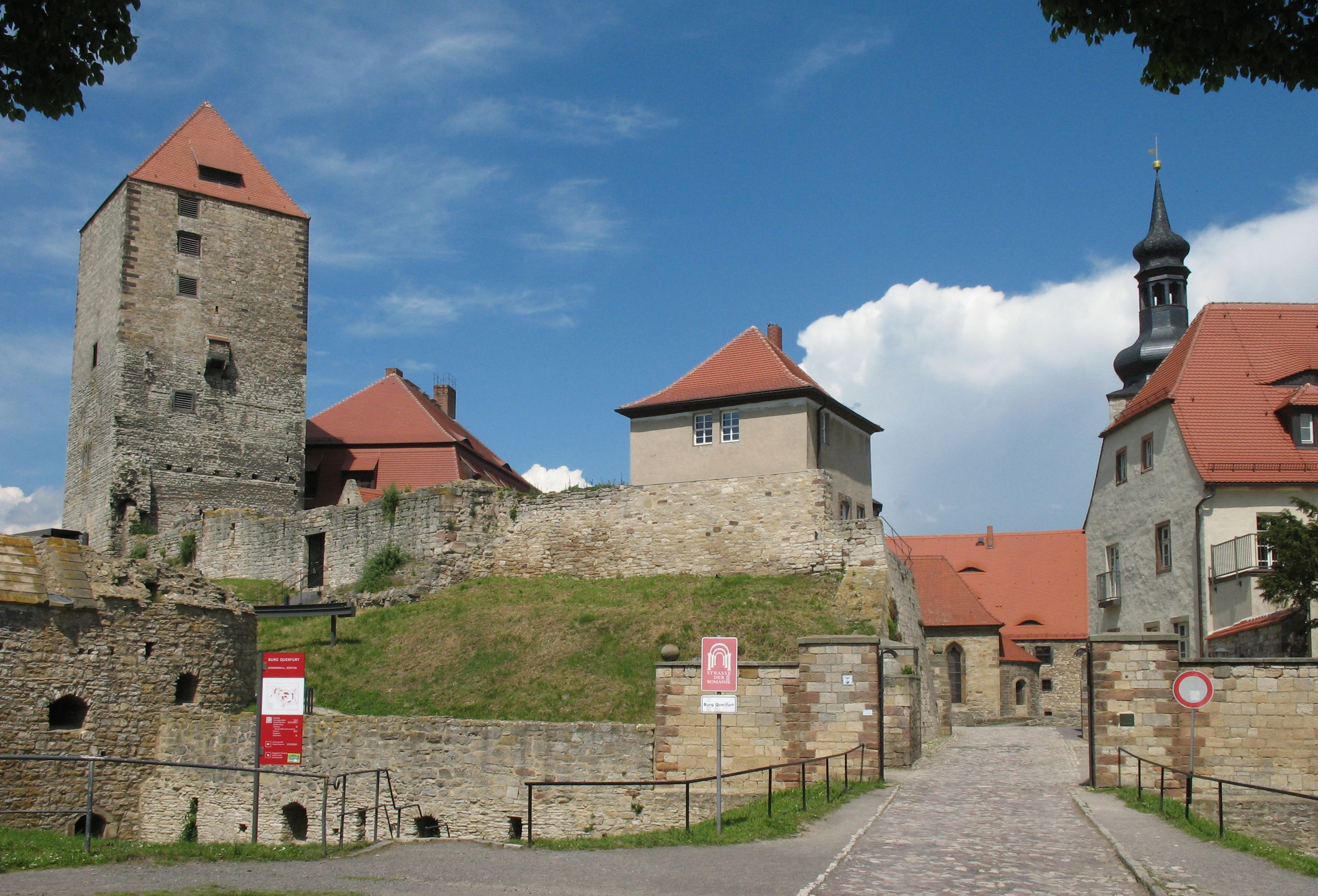
Burg Querfurt
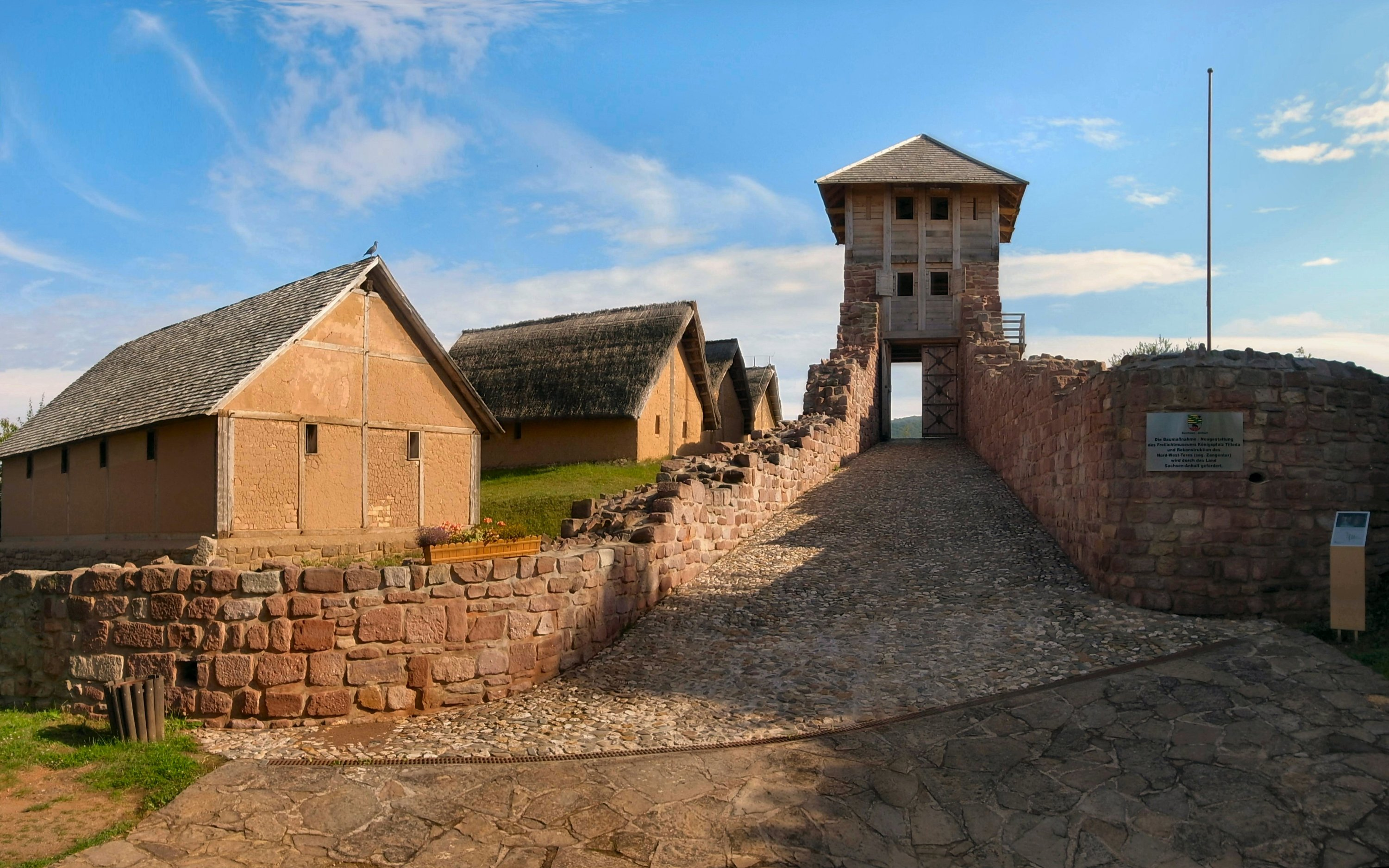
Pfalz Tilleda
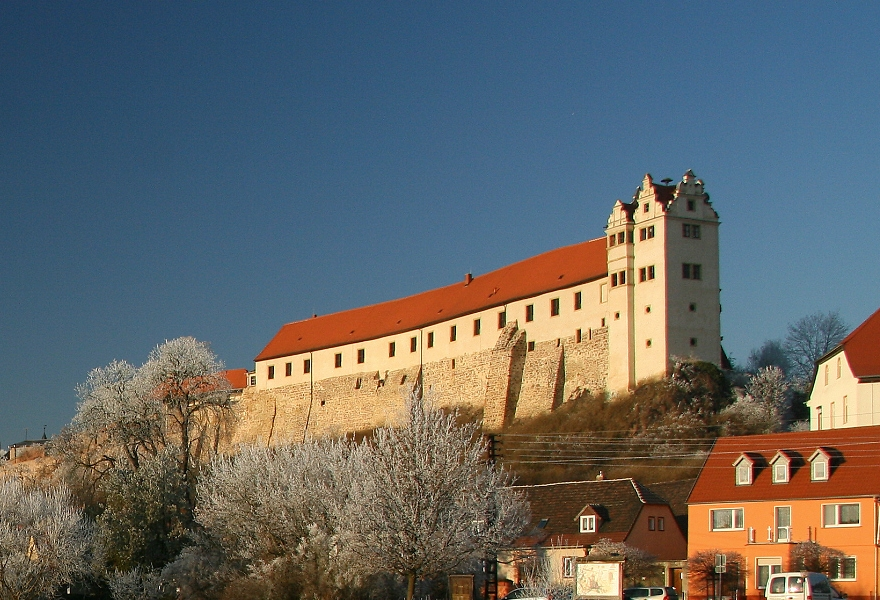
Burg Wettin

#### Schlösser

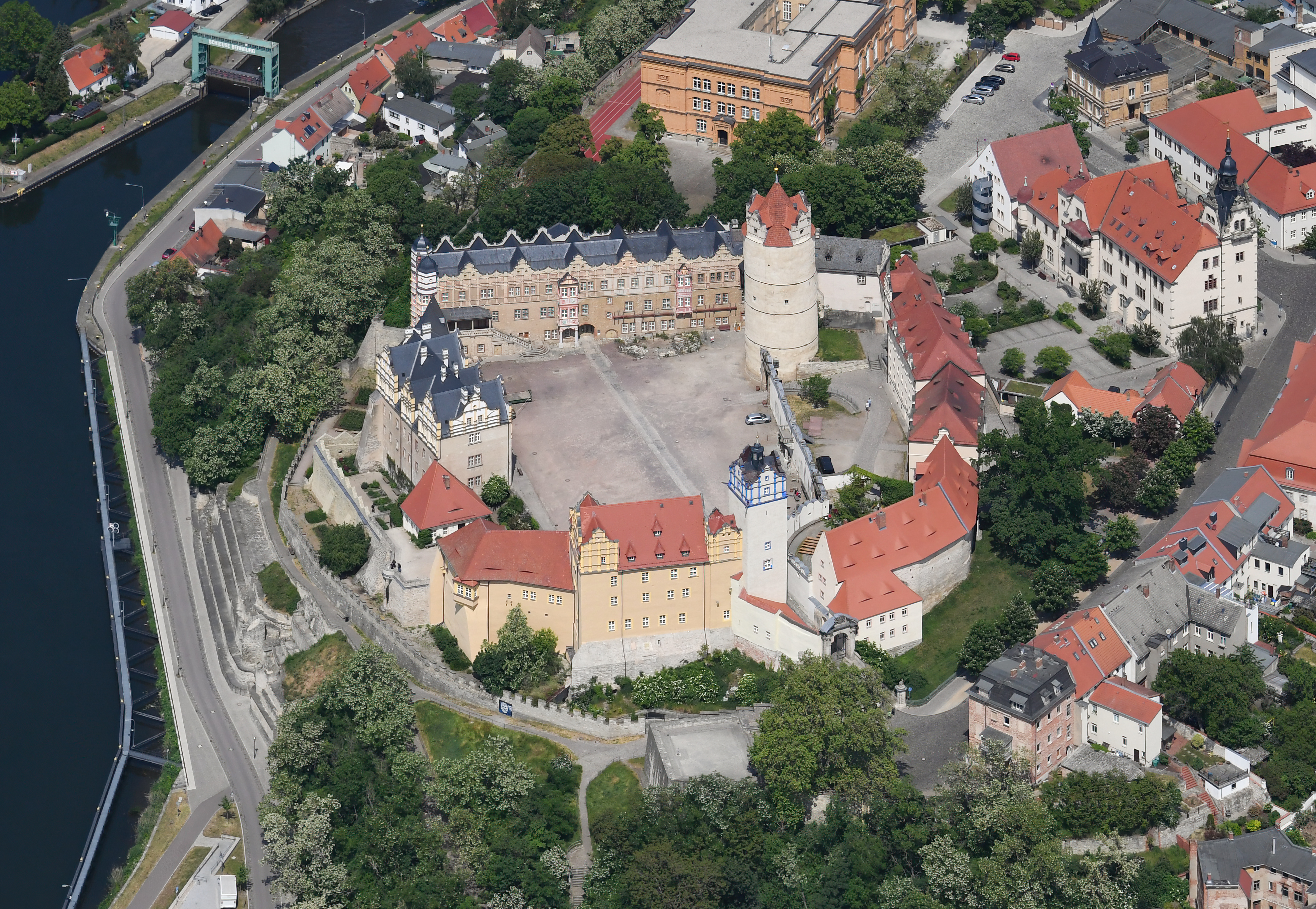
Schloss Bernburg

Die meisten Schlösser Sachsen-Anhalts stammen aus der Zeit der Renaissance und des Barocks. Im Harz gibt es viele Stadtschlösser, die aus Burgen hervorgingen und sich oberhalb der mittelalterlichen Altstädte befinden. Das bekannteste dieser Schlösser ist das Schloss Wernigerode, aber auch das Schloss Stolberg, das Schloss Blankenburg oder das Schloss Mansfeld lassen sich in diese Kategorie einordnen. Oft handelt es sich hierbei um Mischformen aus Burg und Schloss.
Des Weiteren gibt es in Sachsen-Anhalt einige Residenzschlösser. Dazu gehören das Schloss Bernburg (Fürstentum Anhalt-Bernburg), der Johannbau in Dessau (Fürstentum Anhalt-Dessau) das Schloss Moritzburg (Sachsen-Zeitz), das Schloss Neu-Augustusburg (Sachsen-Weißenfels) und das Schloss Wittenberg (Kurfürstentum Sachsen). Eine dritte Gruppe bilden Land- und Sommerresidenzen wie beispielsweise Schloss Mosigkau bei Dessau oder das gesamte Dessau-Wörlitzer Gartenreich mit mehreren Schlösschen. Auch Schloss Oranienbaum und Schloss Zerbst (Katharina die Große) gehören in diese Gruppe. Ein Beispiel für ein Jagdschloss ist das Jagdschlösschen Spiegelsberge aus dem Jahre 1782 bei Halberstadt.

#### Kirchen und Klöster

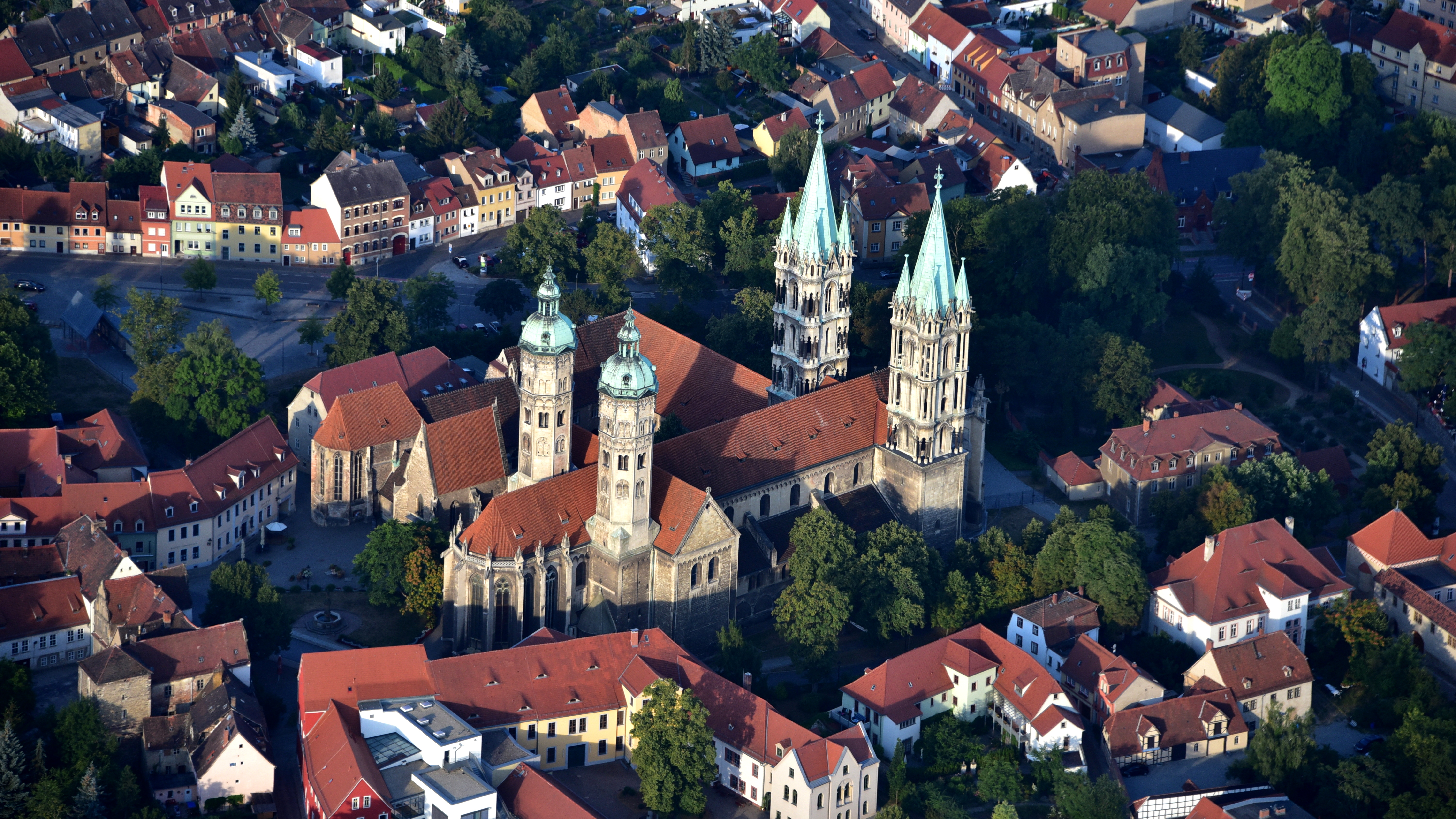
Naumburger Dom

Sachsen-Anhalt ist reich an hochmittelalterlichen Kirchen und Klöstern der ottonischen Baukunst, der Romanik und der Gotik. Die Straße der Romanik enthält eine Vielzahl alter Sakralbauten, die in dieser Dichte in Deutschland wohl einzigartig ist.

#### Dome und Stadtkirchen
Es gibt einige Dome (Magdeburger Dom, Merseburger Dom, Naumburger Dom, Zeitzer Dom, Halberstädter Dom, Hallescher Dom und Havelberger Dom) sowie eine Vielzahl großer Stadtkirchen (z. B. St. Stephani in Aschersleben, St. Stephani in Calbe, die Marienkirche, die Johanniskirche in Dessau, die Martinikirche in Halberstadt, die Marktkirche in Halle, St. Jakob in Köthen, St. Wenzel in Naumburg, die Nikolaikirche in Quedlinburg, St. Jakobi in Schönebeck, St. Marien in Stendal, St. Stephan in Tangermünde und die Stadtkirche in Wittenberg).
In Magdeburg blieben von den ehemals zahlreichen Kirchen der Magdeburger Dom, das Kloster Unser Lieben Frauen sowie die Kirchen St. Petri, St. Sebastian, St. Johannis und St. Nicolai erhalten.

#### Stifts- und Klosterkirchen
Es sind noch ottonische und romanische Klosterkirchen erhalten wie die Stiftskirchen in Quedlinburg, Walbeck, Gernrode, Halberstadt und Jerichow.
Sehenswert sind auch die Huysburg, das Kloster Drübeck, das Kloster Gröningen, das Kloster Hadmersleben, das Kloster Hamersleben, das Kloster Hillersleben und weitere ehemalige Klöster. Kulturgeschichtlich bedeutsam ist das ehemalige Zisterzienserkloster Pforta, in dem seit dem 16. Jahrhundert die dortige Landesschule zahlreiche bedeutende Persönlichkeiten der Kultur und Politik hervorbrachte.
Da nach der Reformation die meisten Klöster und Stifte aufgelöst wurden, sind einige Bauten in der mittelalterlichen Architektur bis heute erhalten.

### Schauspiel und Musik

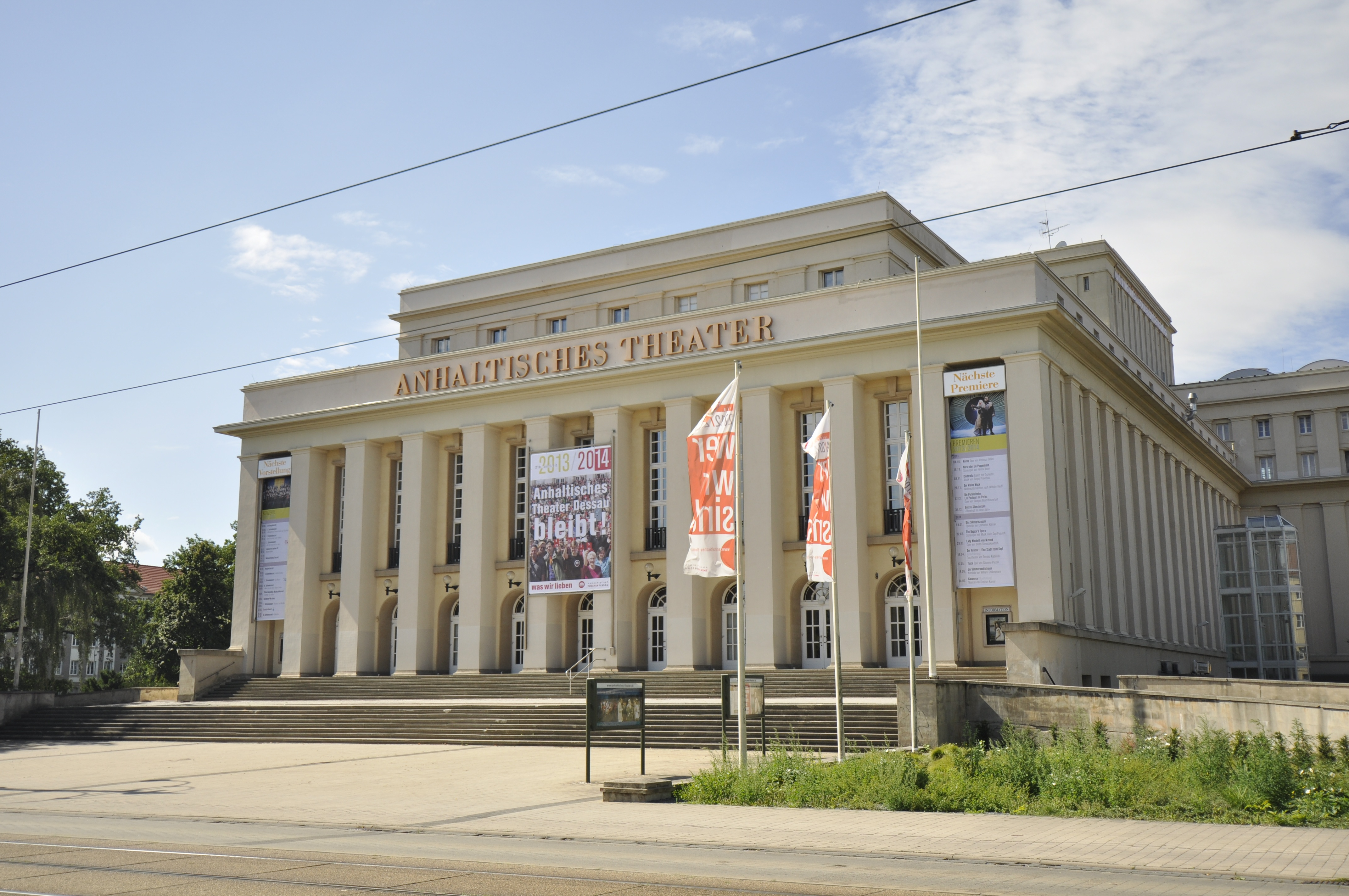
Das Anhaltische Theater ist mit 1050 Sitzen das größte Theater in Sachsen-Anhalt.

In den Großstädten Halle und Magdeburg gibt es eine Vielzahl an verschiedenen Theatern und Schauspielhäusern. In Dessau-Roßlau gibt es ebenfalls zwei Theater. Daneben stehen mit der Oper Halle und dem Theater Magdeburg zwei Opernhäuser in Sachsen-Anhalt.
Weitere kleine Spielstätten sind über das Bundesland verteilt.

### Museen
Sachsen-Anhalt hat eine umfangreiche Vor- und Frühgeschichte. Zahlreiche Funde werden im Landesmuseum für Vorgeschichte in Halle ausgestellt. Darunter ist zum Beispiel die Himmelsscheibe von Nebra aus dem 2. Jahrtausend vor Christus. In der Nähe der Fundstelle im Burgenlandkreis wurde in den letzten Jahren zusätzlich ein Besucherzentrum gebaut.
Das Bauhaus Museum Dessau präsentiert Sammlungsmaterial der aus der Region stammenden, im 20. Jahrhundert bedeutsamen Kunst, Design und Architekturschule Bauhaus.
Mit dem Leben und Wirken des aus Eisleben stammenden und u. a. in Wittenberg wirkenden Reformators Martin Luther beschäftigen sich die Luthergedenkstätten in Eisleben und Wittenberg.
Die 1698 gegründeten Franckeschen Stiftungen in Halle beherbergen eine Vielzahl an kulturellen, sozialen und wissenschaftlichen Einrichtungen.
Es gibt außerdem eine umfangreiche Ansammlung an weiteren Museen in den Großstädten Magdeburg und Halle, in Dessau sowie in verschiedenen Kleinstädten.

### Historische Bibliotheken
Es gibt eine Reihe von Bibliotheken mit bedeutsamem historischen Druckschriftenbestand, zum Beispiel
- die Marienbibliothek zu Halle an der Saale
- die Bibliothek der Franckeschen Stiftung zu Halle
- die Historische Bibliothek der Landesschule Pforta
- die Francisceumsbibliothek in Zerbst
- die Bibliothek Johann Wilhelm Ludwig Gleims und seiner Freunde im Gleimhaus
- in der Universitäts- und Landesbibliothek Sachsen-Anhalt.

### Sport

#### Handball
Sachsen-Anhalt ist eine Hochburg des Handballs. Der traditionsreiche SC Magdeburg spielt in der 1., der Dessau-Roßlauer HV in der 2. Handball-Bundesliga. In der dritten Liga spielen ferner die zweite Mannschaft des SC Magdeburg und der SV Anhalt Bernburg. In der Saison 2017/2018 gelang den Halleschen Handballfrauen „Wildcats – SV Union Halle Neustadt“ der Aufstieg in die 1. Bundesliga.

#### Basketball
Im südlichen Sachsen-Anhalt ist einer der erfolgreichsten Basketballclubs Ostdeutschlands beheimatet. Der Mitteldeutsche Basketball Club (MBC) aus Weißenfels spielte fünf Jahre lang – von 1999 bis 2004 – in der 1. Basketballbundesliga BBL. 2004 gewann das Team den Europapokal des FIBA Europe Cup Men. Nach einigen Jahren in der 2. Bundesliga Pro A und Vizemeisterschaften 2006 und 2007 gelang dem MBC in der Saison 2008/2009 erneut der Aufstieg in die 1. Liga. In der Saison 2010/11 stieg der Verein allerdings wieder ab, schaffte aber den direkten Wiederaufstieg. 2016 mussten die Weißenfelser die BBL zum dritten Mal verlassen, wobei im Folgejahr wiederum der Aufstieg in die höchste Spielklasse gelang.
Mit den SV Halle Lions stellt Sachsen-Anhalt zudem eine Frauenbasketballmannschaft in der 1. Bundesliga DBBL.

#### Fußball
In Sachsen-Anhalt ist der ehemalige (1974) Europapokalsieger 1. FC Magdeburg beheimatet, der in der Saison 2024/25 in der 2. Bundesliga spielt. Der Hallesche FC tritt in der Regionalliga Nordost an. In der Regionalliga Nordost der Frauen spielt der Magdeburger FFC.

#### Motorsport
In Oschersleben (Bode) befindet sich die Motorsport Arena Oschersleben, in der nationale und internationale Auto- und Motorradrennen stattfinden. In Teutschenthal befindet sich eine Motocross-Rennstrecke, auf der schon einige Male der Motocross-Weltmeisterschaften stattfanden.

#### Eishockey
In Halle spielt der Eishockey-Verein Saale Bulls in der Oberliga Nord (Saison 2017/2018). Seit der Saison 2014/15 spielen die Saale Bulls im Sparkassen-Eisdom, da die Volksbank Arena 2013 durch Hochwasser stark beschädigt und ab Frühjahr 2016 schließlich abgerissen wurde.

## Sonstige Statistiken
Sachsen-Anhalt hatte im Jahr 2006 die niedrigste Suizidrate aller deutschen Länder, im Jahr 2017 die höchste Rate. Die Suizidrate war in den Jahren 2006, 2017 und 2019 jeweils deutlich niedriger als im Jahr 1990.
In der „Mitte-Studie“ von 2015 wurde die Zustimmung zu ausländerfeindlichen Aussagen in einzelnen deutschen Bundesländern untersucht. Die höchste Zustimmung zu ausländerfeindlichen Aussagen gab es im Vergleich der Bundesländer mit 42,2 % in Sachsen-Anhalt (Bundesdurchschnitt: 24,3 %, Bayern: 33,1 %), wobei antisemitische Einstellungen in Bayern (12,6 %) und Thüringen (12,2 %) weitaus verbreiteter waren als in Sachsen-Anhalt (8,3 %), welches weniger ausgeprägte antisemitische Einstellungen aufwies als Nordrhein-Westfalen (9,4 %) und Berlin (9,0 %).
Sachsen-Anhalt belegt regelmäßig deutschlandweit bei den Impfquoten einen der vorderen Plätze.